# Puentedeume
Puentedeume (en gallego, y oficialmente, Pontedeume) es un municipio y una villa española de la provincia de La Coruña, en la comunidad autónoma de Galicia, además de una parroquia de dicho municipio. Limita con los municipios de Miño, Cabañas, Capela, Villarmayor y Monfero, situándose entre las ciudades de La Coruña (38 km) y Ferrol (18 km) y cerca de Betanzos (26 km) y Puentes de García Rodríguez (31 km).
Puentedeume villa fue fundada ex novo por carta puebla de Alfonso X el Sabio en 1270 y es una de las pocas poblaciones gallegas que conserva su antiguo casco histórico. Sus calles y plazas conservan muchos elementos tradicionales como soportales, casas con balcones de madera y galerías acristaladas, fuentes públicas y una gran cantidad de edificios monumentales. Todo esto, unido a la riqueza paisajística y natural del contorno, dio lugar a que en 1971 la comarca del río Eume fuera declarada Conjunto histórico y paraje pintoresco. Puentedeume es un importante destino turístico, en su territorio está una de las puertas de acceso y el centro de interpretación del parque natural de las Fragas del Eume. Por Puentedeume pasa el Camino de Santiago, el Camino Inglés.
El emblema de la villa es el río Eume que cruza por la población y desemboca en el Océano Atlántico. En este punto se forma la ría, área en la que tienen lugar fuertes subidas y bajadas de marea.
Las fiestas patronales en honor a Santiago se celebran en el mes de septiembre. El día 8 es la festividad de La Virgen de las Virtudes o del Soto y el día 10 es San Nicolás de Tolentino, patrona y copatrón de la villa, respectivamente.

## Toponimia
El nombre del municipio hace referencia al puente sobre el río Eume. Acerca del topónimo del río, el historiador Luis Monteagudo García sospecha que el término Eume puede derivar de Uma, gentilicio etrusco que designaría al Procurator metallorum (procurador especial, exclusivo para el distrito minero) del valle del Eume y su zona aurífera. Es decir, el topónimo vendría del nombre del procurador encargado de las extracciones de oro en el valle del Eume, ya que, según algunos historiadores, el Eume era un río aurífero.
Isidoro Millán, en su obra sobre la toponimia eumesa afirma que Eume proviene de la forma hidronímica celta Ume, de donde proceden también los nombres del río Umia en Pontevedra, del Mao (antiguo Humanum) en Orense y de los dos ríos Homem existentes en el norte de Portugal.
En cuanto al nombre "Pontedeume", éste es anterior a la concesión real para fundar una villa en 1270. Se deduce de los términos del diploma redactado por la cancillería del rey: "...pueblen en el lugar que dizen ponte deume...", además de porque hay documentos anteriores que así lo mencionan: "...per terminos de Ponte de Eume usque ad flumen de Conido..." en una donación del Condes de Trava en 1162; "...Johan Goth, et Pedro de Deus, todos das Pontes de Eume..." en un documento notarial varios meses antes del mismo 1270.

## Geografía

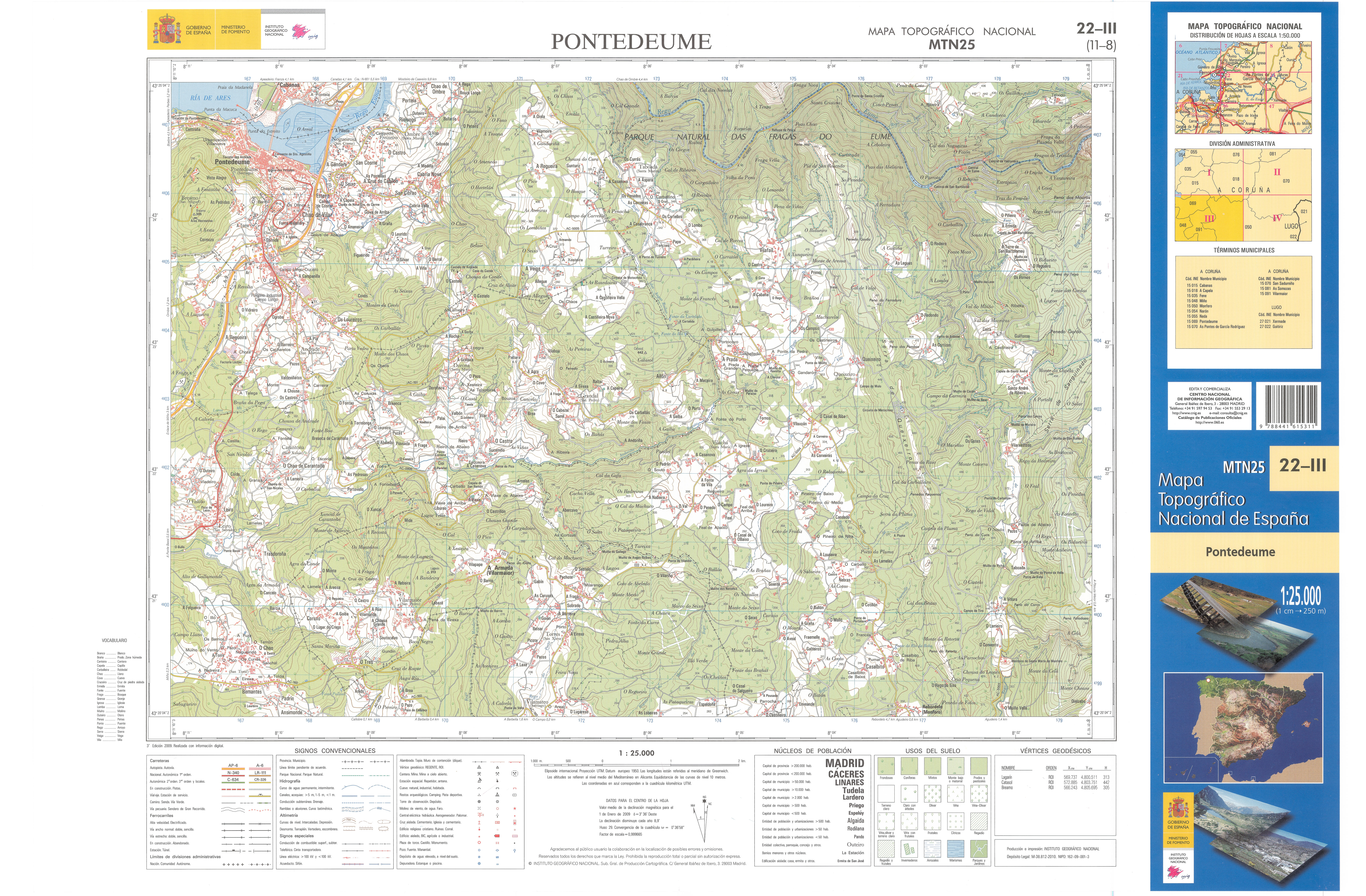
Fragmento de la hoja 22 del Mapa Topográfico Nacional de España de 2009, en el que se representa parte de Puentedeume.

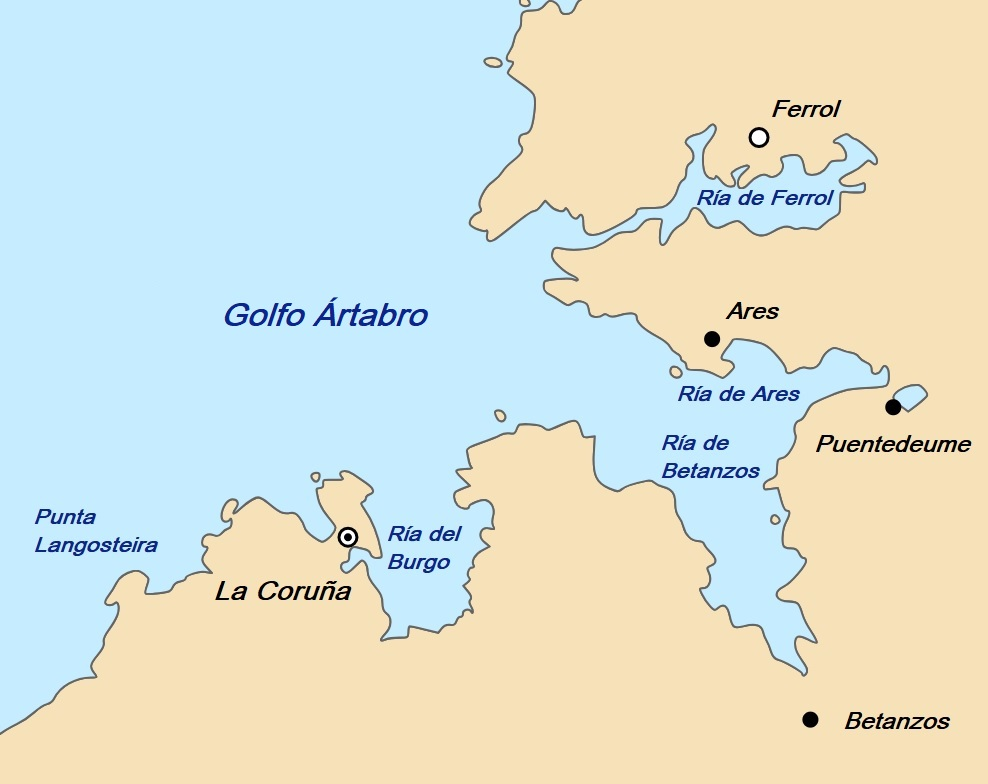
El Golfo Ártabro y sus rías

### Situación
Puentedeume está situado en el golfo Ártabro, en la desembocadura del río Eume, en la ría de Ares. Limita al norte con la ría de Ares y el concello de Cabañas, al este con el concello de Monfero, al sur con los ayuntamientos de Villarmayor y Miño y al oeste con la ría de Betanzos.

### Orografía
La parte occidental del municipio está dominada por el monte Breamo a 305 metros de altitud, última estribación de la sierra que, partiendo de la sierra de la Loba, va de este a oeste para llegar al mar, donde forma acantilados. En este monte se extiende la parroquia también llamada de Breamo. En sus laderas, y entre esta montaña y el mar, se encuentran dispersas las parroquias de Boebre, Centroña y Puentedeume.
En la parte oriental predomina un material geológico del Precámbrico al Paleozoico con suelos ricos en materia orgánica y buen drenaje, tanto interno como superficial. El terreno va ganando altura a medida que avanza, partiendo de las márgenes sur y este del río Eume hasta llegar a los límites con los municipios de Monfero y Villarmayor. Es precisamente en los límites con este último donde se encuentra la mayor altitud del municipio, el coto de Allegue, a 414 m s. n. m. En este tramo se encuentran las parroquias de Villar, Noguerosa y Hombre. La parte más oriental del municipio, de fuerte pendiente, coincide con el tramo final del cañón del Eume y se encuentra dentro del parque natural de las Fragas del Eume.
Al sur de las mencionadas alturas se encuentra la parroquia de Andrade, la más meridional del municipio.

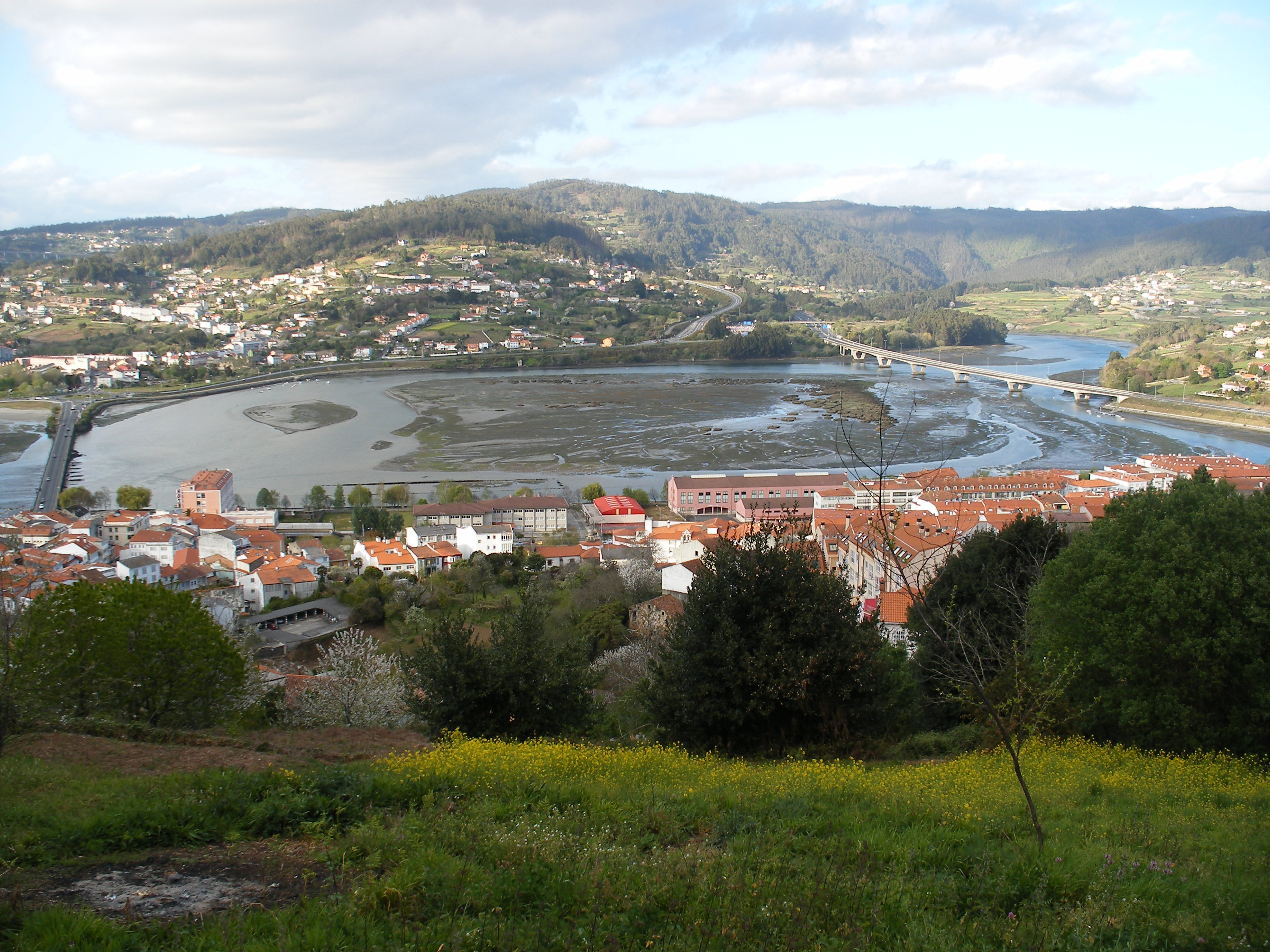
El Arenal del río Eume.

### Hidrografía
El río más importante es el río Eume, uno de los más caudalosos de Galicia, que baña el municipio por el norte, actuando como frontera natural entre Puentedeume y Cabañas. Ya en el estero del río Eume desemboca el río Covés que baja por las alturas de Andrade.
El territorio del municipio se encuentra en la cuenca del Eume, salvo la parte sur, cuyos arroyos desembocan en los ríos Xarío y Bajoy, que desembocan en la ría de Betanzos, en tierras del Miño.

### Clima
Al igual que los demás municipios del golfo Ártabro, el clima de Puentedeume es oceánico litoral o húmedo, lo que hace que las temperaturas medias sean muy suaves durante todo el año (media de 14,4 °C), con oscilaciones anuales débiles (9,6 °C) y precipitaciones anuales en torno a los 1000 milímetros, con una diferencia de 100 milímetros entre los meses más lluviosos (noviembre y diciembre con 129 mm.) y el más seco (julio con 29 mm.)
A continuación se muestran los datos mensuales de los valores medios de temperatura y precipitación:
| Parámetros climáticos promedio de Puentedeume (Periodo de referencia: 1971-2000) | Parámetros climáticos promedio de Puentedeume (Periodo de referencia: 1971-2000) | Parámetros climáticos promedio de Puentedeume (Periodo de referencia: 1971-2000) | Parámetros climáticos promedio de Puentedeume (Periodo de referencia: 1971-2000) | Parámetros climáticos promedio de Puentedeume (Periodo de referencia: 1971-2000) | Parámetros climáticos promedio de Puentedeume (Periodo de referencia: 1971-2000) | Parámetros climáticos promedio de Puentedeume (Periodo de referencia: 1971-2000) | Parámetros climáticos promedio de Puentedeume (Periodo de referencia: 1971-2000) | Parámetros climáticos promedio de Puentedeume (Periodo de referencia: 1971-2000) | Parámetros climáticos promedio de Puentedeume (Periodo de referencia: 1971-2000) | Parámetros climáticos promedio de Puentedeume (Periodo de referencia: 1971-2000) | Parámetros climáticos promedio de Puentedeume (Periodo de referencia: 1971-2000) | Parámetros climáticos promedio de Puentedeume (Periodo de referencia: 1971-2000) | Parámetros climáticos promedio de Puentedeume (Periodo de referencia: 1971-2000) |
| Mes                                                                              | Ene.                                                                             | Feb.                                                                             | Mar.                                                                             | Abr.                                                                             | May.                                                                             | Jun.                                                                             | Jul.                                                                             | Ago.                                                                             | Sep.                                                                             | Oct.                                                                             | Nov.                                                                             | Dic.                                                                             | Anual                                                                            |
| -------------------------------------------------------------------------------- | -------------------------------------------------------------------------------- | -------------------------------------------------------------------------------- | -------------------------------------------------------------------------------- | -------------------------------------------------------------------------------- | -------------------------------------------------------------------------------- | -------------------------------------------------------------------------------- | -------------------------------------------------------------------------------- | -------------------------------------------------------------------------------- | -------------------------------------------------------------------------------- | -------------------------------------------------------------------------------- | -------------------------------------------------------------------------------- | -------------------------------------------------------------------------------- | -------------------------------------------------------------------------------- |
| Temp. máx. media (°C)                                                            | 13.2                                                                             | 13.6                                                                             | 15.6                                                                             | 16.7                                                                             | 18.4                                                                             | 21                                                                               | 22.8                                                                             | 23.4                                                                             | 22.2                                                                             | 19.2                                                                             | 15.7                                                                             | 13.7                                                                             | 18                                                                               |
| Temp. media (°C)                                                                 | 10                                                                               | 10.2                                                                             | 12                                                                               | 13                                                                               | 14.8                                                                             | 17.3                                                                             | 19.1                                                                             | 19.6                                                                             | 18.4                                                                             | 15.6                                                                             | 12.3                                                                             | 10.5                                                                             | 14.4                                                                             |
| Temp. mín. media (°C)                                                            | 6.9                                                                              | 6.9                                                                              | 8.5                                                                              | 9.3                                                                              | 11.3                                                                             | 13.6                                                                             | 15.4                                                                             | 15.8                                                                             | 14.6                                                                             | 12                                                                               | 9                                                                                | 7.3                                                                              | 10.9                                                                             |
| Precipitación total (mm)                                                         | 116                                                                              | 96                                                                               | 91                                                                               | 80                                                                               | 71                                                                               | 47                                                                               | 29                                                                               | 40                                                                               | 69                                                                               | 101                                                                              | 129                                                                              | 129                                                                              | 998                                                                              |
| Fuente: Climate-Data.org                                                         |                                                                                  |                                                                                  |                                                                                  |                                                                                  |                                                                                  |                                                                                  |                                                                                  |                                                                                  |                                                                                  |                                                                                  |                                                                                  |                                                                                  |                                                                                  |

## Historia

### Prehistoria
Puentedeume y su comarca estuvieron poblados desde muy antiguo. De la época prehistórica existen túmulos e indicios de un petroglifo.
De la época tumularia o megalítica están catalogados tres túmulos en la parroquia de Andrade y cuatro en la parroquia de Hombre. En estas dos parroquias y en las del resto del municipio existen también varias referencias toponímicas y orales.
Hay indicios de la existencia de petroglifos en la llamada "Peña del Gato" en el Coto del Gato de la parroquia de Hombre, junto al cañón del Eume.

### Edad Antigua
Lo más significativo de la Edad Antigua son los vestigios de la cultura castreña y de la colonización romana.
Puentedeume se halla en lo que los romanos llamaban Portus Magnus Artabrorum. En el habitaba el pueblo de los Ártabros, habiendo quien afirma que la ciudad ártabra de Ardóbriga estaba en tierra eumesa, concretamente en la falda del monte Breamo, identificándola con el castro de Centroña. Están catalogados un total de seis castros en el municipio.
El pretor Décimo Junio Bruto, llamado posteriormente "el Galaico" estuvo en tierra eumesa a finales del siglo siglo II a. C., asediando y conquistando los asentamientos ártabros. A partir de ese momento comienza el proceso de romanización, cuya huella marcó profundamente la historia de estas tierras. De la cultura romana se conservan los restos de dos villas romanas a la orilla del mar en Centroña y Sopazos.
Por tierras eumesas pasaba una vía romana secundaria nombrada por Eugenio Carré Aldao. Un hallazgo aislado de esta época es la cabeza cuadriforme encontrada en 1924 en las obras de ampliación de la carretera de Puentedeume a Hombre, que se encuentra en el Museo Arqueológico de La Coruña.

### Edad Media
Son los suevos los que, con su pretensión de organizar la iglesia gallega en la segunda mitad del siglo VI, nos proporcionan las menciones más antiguas de los territorios radicados en la comarca eumesa del Pruzos (al sur del Eume) y el Bezoucos (al norte del río) que con el tiempo pasarían a constituirse en arciprestazgos. Entre los años 572 y 583, las iglesias de los territorios mencionados se adscriben a la diócesis de Iria.
Por los documentos del parroquial suevo y el tomo de Caaveiro, se sabe que en el siglo X la comarca eumesa dependía eclesiásticamente de la diócesis de Bretoña.
No se puede negar la llegada de los musulmanes a tierra eumesa, aunque permaneciesen por poco tiempo. Los historiadores de los primeros siglos de la reconquista hablan de una batalla ganada a los musulmanes por el rey Fruela I en Pontumio. No hay certeza de su localización; aunque algunos autores lo sitúan en Puentedeume, otros, como Antonio López Ferreiro, lo hacen en la ribera del río Umia y otros en Portugal.
En 820 durante el reinado de Alfonso II el Casto, el caudillo Abd-el-Kerím, llamado en las crónicas cristianas Alaber, hizo una incursión siguiendo la costa y siempre hacia el norte, atravesó la tierra eumesa y fue derrotado por las tropas de Alfonso II, según todas las posibilidades, en tierra de Trasancos, en el actual Narón. Algunos autores suponen que había asistido el propio rey al combate.
A mediados del siglo VIII aparecieron los normandos en las costas galegas. Hay constancia de incursiones en tierras eumesas. Después de las primeras acometidas, los habitantes de la costa se retiraron atemorizados hacia el interior, como habían hecho los de La Coruña que se habían refugiado en El Burgo. Es de suponer que Puentedeume, situado en el fondo de la ría, viera entonces, por esta causa, aumentada su población de una forma considerable.
Al comienzo de la Baja Edad Media, Puentedeume se hallaba en tierras del Condado de Trastámara que abarcaba las tierras comprendidas entre el Tambre y el Sor. Al frente de este condado estaba la Casa de Traba, perteneciente a la familia Froilaz-Pérez. El más destacado fue Pedro Froilaz. Uno de sus hijos, Bermudo Pérez de Traba, fundó el monasterio de Noguerosa en 1148.
Para protegerse de los señoríos laicos y eclesiásticos, surgieron por mandato real en el siglo XIII los alfoces de Ferrol (con la parroquia de Mugardos), Villalba, Puentedeume y Puentes de García Rodríguez, cuya jurisdicción correspondía exclusivamente al rey.

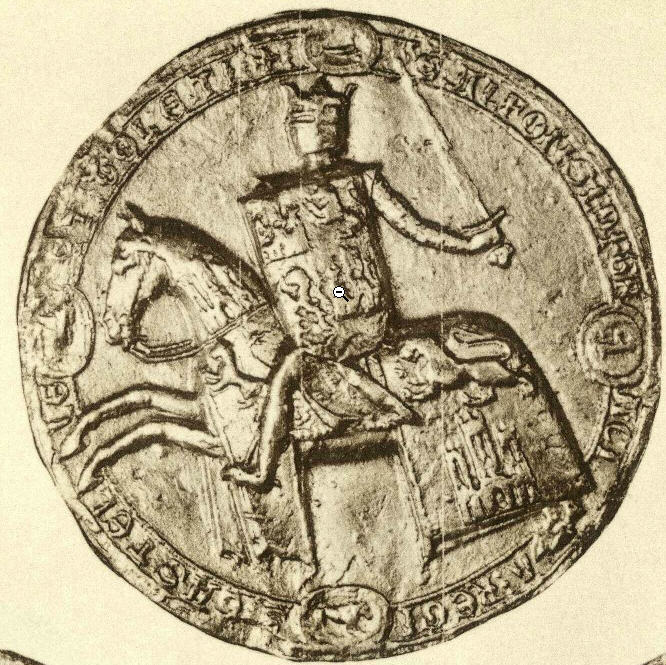
Sello de Alfonso X, rey que otorgó a Puentedeume su Carta Puebla.

Concretamente, Puentedeume obtuvo de Alfonso X el Sabio su Carta-Puebla el 30 de diciembre de 1270, que instaba a los vecinos de Pruzos y Bezoucos a fundar una villa en el lugar de Ponte Deume. Esta se fundó con un amplio alfoz en ambos arciprestazgos, muy fragmentado por motivo de las posesiones eclesiásticas y nobiliarias. El rey Alfonso X le concedió a Puentedeume fueros y privilegios confirmados por Fernando IV de León y Castilla y Alfonso XI. Entre los privilegios destacan que tenía permiso para realizar un mercado mensual y el Fuero de Benavente (que le otorgaba poder judicial independiente).
Poco más de un siglo duró la independencia de los nobles, pues el 19 de diciembre de 1371 el rey Enrique de Trastámara concedió a Fernán Pérez de Andrade el Bueno los señoríos de Puentedeume y Ferrol y dos años más tarde, el 3 de agosto de 1373, el de Villalba. Simultáneamente le había concedido a García Rodríguez el señorío de Puentes. De este modo desaparecieron los señoríos reales que había en la comarca.
Fernán Pérez de Andrade, el Bueno inicia el linaje de la Casa de Andrade que gobernará Puentedeume hasta el final de la Edad Media. Hubo un total de ocho señores de Puentedeume hasta la fusión en el siglo XVI de la Casa de Andrade con la Casa de Lemos. Durante estos 200 años los Señores tuvieron que hacer frente a dos levantamientos protagonizados por Roi Xordo durante el mandato de Nuno Freire de Andrade, el Malo; y Alfonso de Lanzós en tiempos de Fernán Pérez de Andrade el Mozo, dentro de las revueltas irmandiñas. Entre ambos hechos cabe destacar la protesta de Pedro Padrón, vecino de Ferrol, hacia el rey por los abusos y arbitrariedades que su villa sufría por parte de Pedro Fernández de Andrade II.
El octavo señor de Puentedeume, Fernando de Andrade, fue nombrado primer Conde de Andrade.

### Edad Moderna

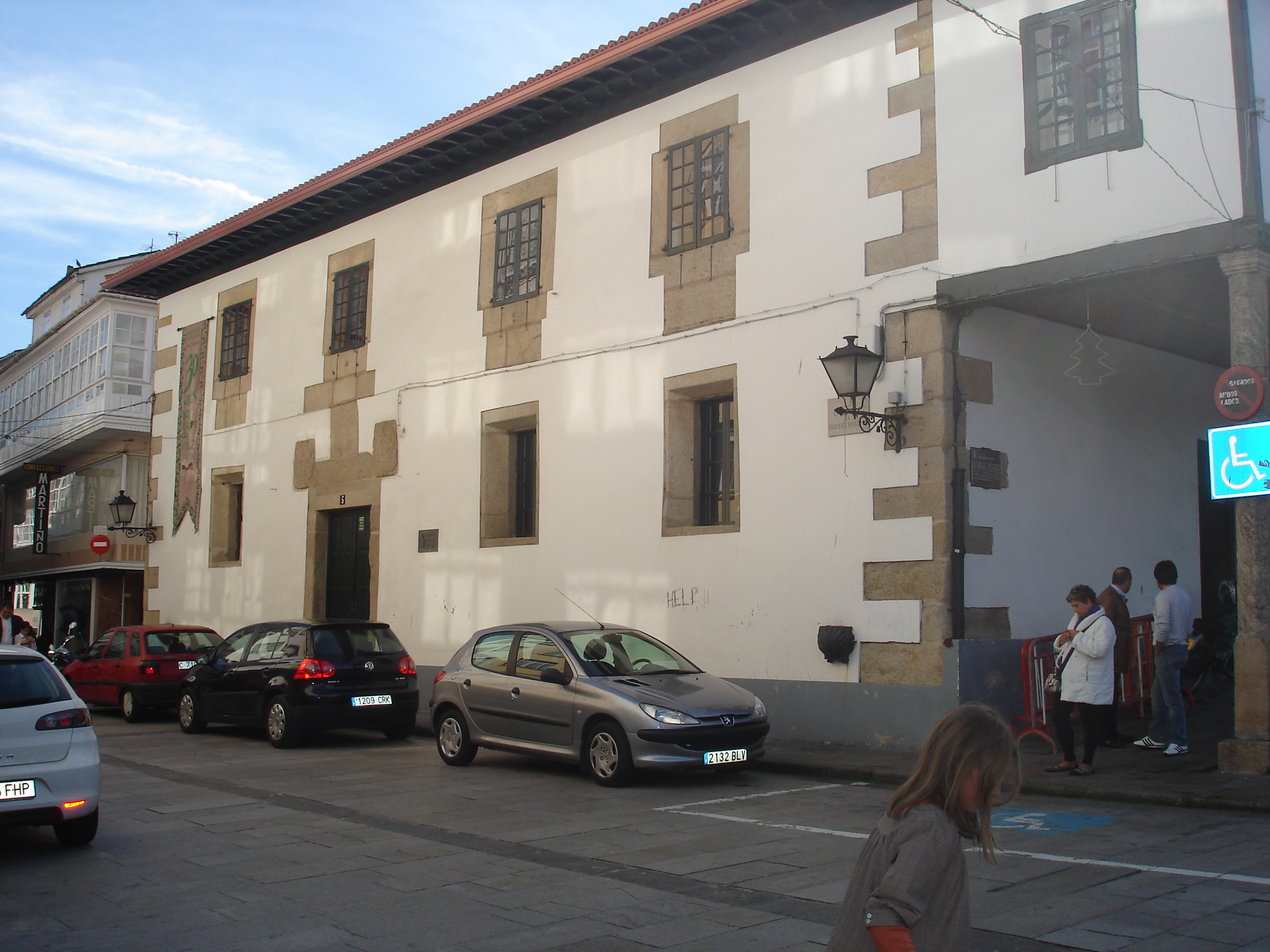
Cátedra de Latinidad (actual biblioteca municipal)

A la muerte de Fernando de Andrade en 1540, lo sucedió su nieto Pedro Fernández de Castro Andrade, que juntó en su persona los condados de Andrade y Lemos. A partir de ese momento, los condes dejaron de residir en la villa, lo que supuso la pérdida de su mecenazgo y de su protección. Los nuevos condes nombraban contadores, mayordomos de rentas y posteriormente administradores, para velar por sus intereses en la villa, que pocas veces visitaban.

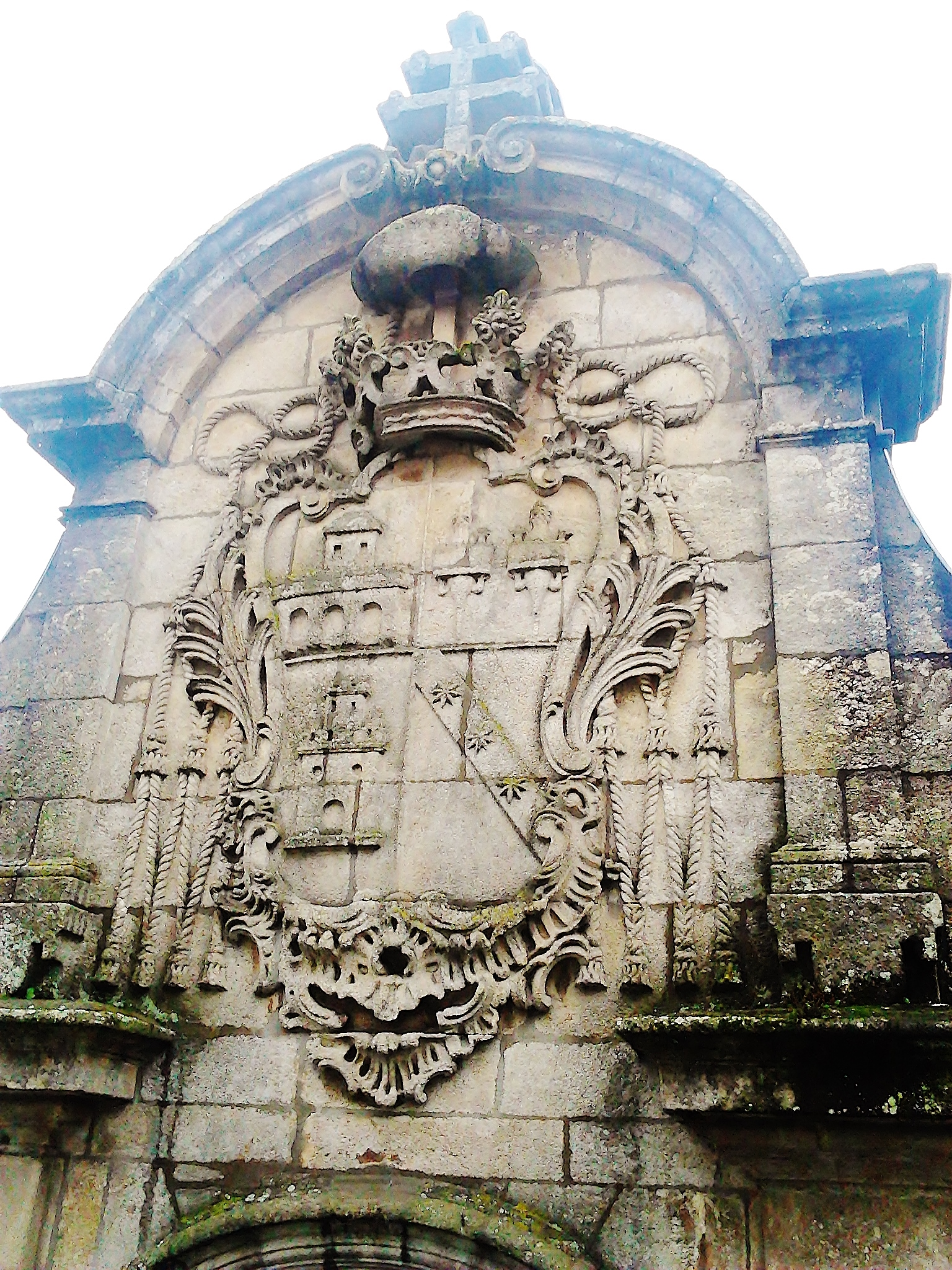
Escudo en el pazo de Rajoy.

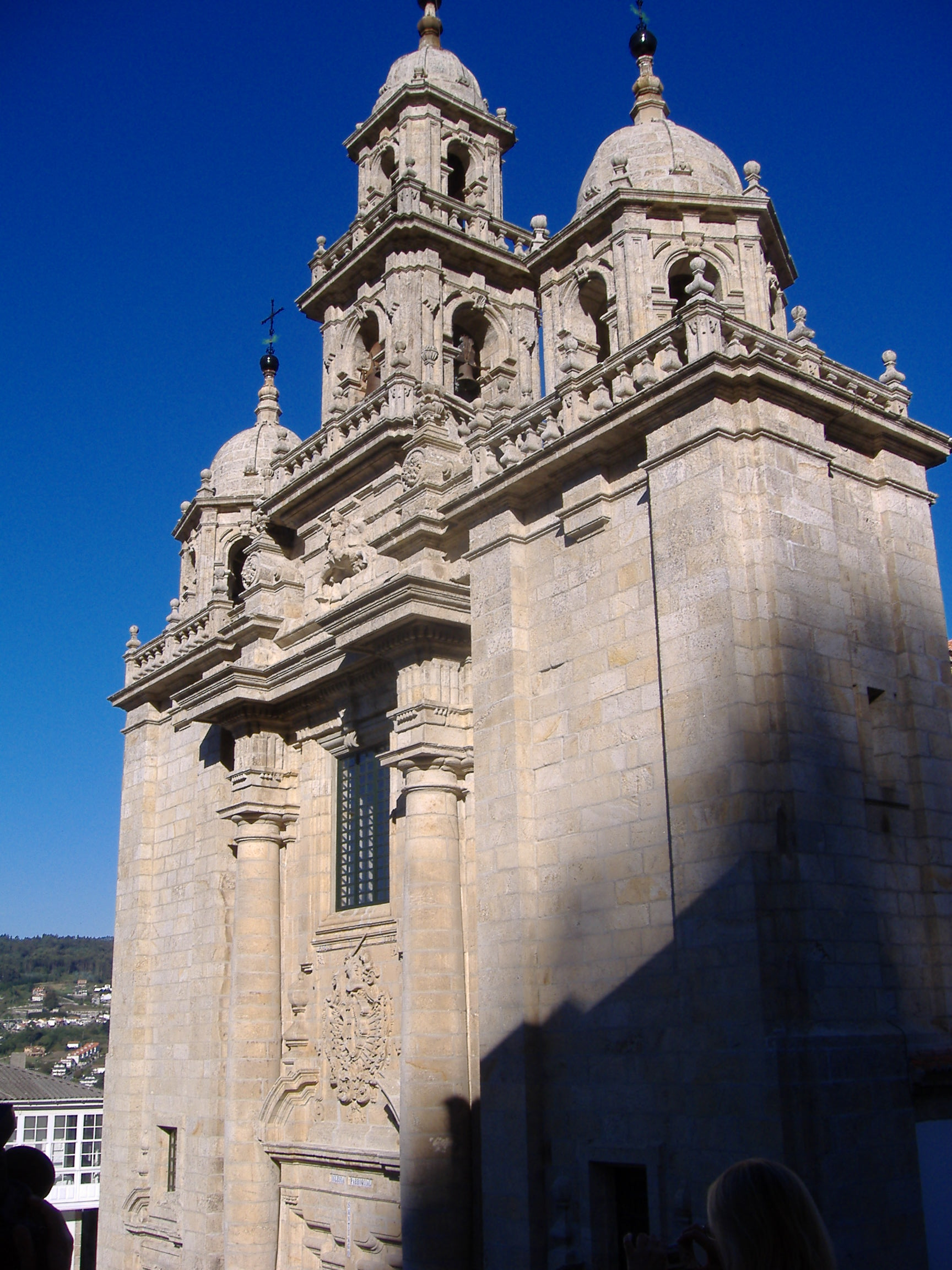
Iglesia parroquial, obra del arzobispo Rajoy.

La villa y su alfoz estaban gobernados por dos alcaldes, uno mayor y otro ordinario, al que correspondía el gobierno económico y político, y seis o siete regidores vitalicios. Estos cargos eran nombrados por el conde. Las reuniones de la Corporación eran convocadas por el alcalde ordinario pero presidía el alcalde mayor, representante del conde y con voto decisivo.
Algunos de estos alcaldes y regidores son recordados hoy en día por haber sido benefactores de la villa. Así, en el siglo XVI Alonso Mancebo dejó una parte de su capital para dar de comer a los pobres y remediar sus necesidades. La Fundación de Mancebo tuvo larga vida, llegando casi hasta nuestros días. Con el paso del tiempo, el Estado se hizo cargo de la fundación que se fue desvaneciendo, non quedando de ella más que el recuerdo.
En este mismo siglo XVI, el regidor Juan Beltrán de Anido dejó instaurada una Cátedra de Latinidad para dar instrucción a los mozos de la villa. Se estableció esta cátedra en la casa que habitaba el mismo Beltrán de Anido y que posteriormente pasó a ocupar la biblioteca municipal. Además de la casa, dejó todos sus bienes para la mencionada institución. De sus aulas salieron eumeses ilustres, siendo el personaje más destacado el arzobispo de Santiago, Bartolomé Rajoy y Losada.
En esta época histórica, el ayuntamiento estaba administrativamente encuadrado en la provincia de Betanzos desde finales del siglo XV, y así estuvo hasta la reestructuración provincial de 1833, año en que pasó a formar parte de la provincia de La Coruña. Dos enormes incendios (en 1533 y en 1607) destruyeron la villa casi por completo. En la década de los 60 del 1800 se acometen las más importantes obras de infraestructura. Se inaugura el alumbrado público, se coloca el baldosado de los soportales de la calle Real, llega la luz eléctrica y se inaugura el actual puerto. En 1867 finalizaron las obras del puente que llegó a nuestros días.
Los condes tenían en un estado de completo olvido a la villa de Puentedeume, sin preocuparse por el bienestar de sus vecinos y sin visitarla apenas. En contraste, gozaban de una serie de propiedades, prebendas y prerrogativas que les suponían una fuente de ingresos muy sustancial. No resulta extraño pues, que fueran frecuentes los litigios entre la villa y el conde. Hubo desencuentros por las cárceles, los hornos del conde, el privilegio de la venda del vino en junio, la plaza del pescado, el mesón, etc.
Así las cosas, tuvo que ser un hijo de la villa, el arzobispo de Santiago, Bartolomé Rajoy y Losada, quien se preocupara de mejorar algunos aspectos y promoviera obras para la comunidad. A él se deben la iglesia parroquial, las lonjas de los marineros, el pazo de Rajoy, las escuelas de niños y niñas, la ermita de Covés y el arreglo del convento de San Agustín.

### Edad Contemporánea
A comienzos del siglo XIX, los ingleses trataron conquistar la estratégica plaza militar de Ferrol. En uno de sus intentos, en 1804, la escuadra inglesa estuvo fondeada en la ría de Ares. En los arenales de Puentedeume fondearon algunos buques menores de la flota.
Durante la guerra de Independencia estuvo acampado en Puentedeume un escuadrón de caballería a las órdenes del teniente coronel Bédat desde el 20 de enero hasta el 2 de febrero de 1809, cometiendo varios excesos. También está constatado el paso por Puentedeume del Batallón Literario de Santiago. Aparece esta noticia en un Diario de Campaña publicado en la obra Britanos y Galos de Tettamancy.
En julio de 1823 habían vuelto a pasar por Puentedeume, camino de Ferrol, las tropas francesas. Eran dos batallones pertenecientes a los Cien Mil Hijos de San Luis, que habían entrado en España al mando del duque de Angulema con el fin de reinstaurar el absolutismo de Fernando VII, y que entraron en Ferrol el 15 de julio.
Durante la primera guerra carlista proliferaron las facciones de uno y otro bando que dejaron triste recuerdo pues eran más patrullas de bandoleros que defensores de una causa. Uno de estos facciosos, Modesto Varela, era natural de Puentedeume y había sido enviado a la cadena de Ceuta.
El siglo XIX fue pródigo en pronunciamientos de distintos signos políticos. Puentedeume se sumó al pronunciamiento de 1840 contra la regencia de María Cristina de Borbón. En el pronunciamiento de 1843, el militar Manuel Rilo echó de la villa a las tropas fieles al gobierno. El 20 de abril de 1846, el coronel Miguel Solís e Cuetos, quien seis días después sería fusilado en Carral, respondió desde Puentedeume a un requerimiento de los sublevados. En la sublevación republicana de Ferrol en 1872, los insurrectos fueron alcanzados en el lugar del Arenal, en Cabañas, produciéndose un intercambio de disparos en el que cayó muerto un soldado del gobierno que fue enterrado en el cementerio de Puentedeume.

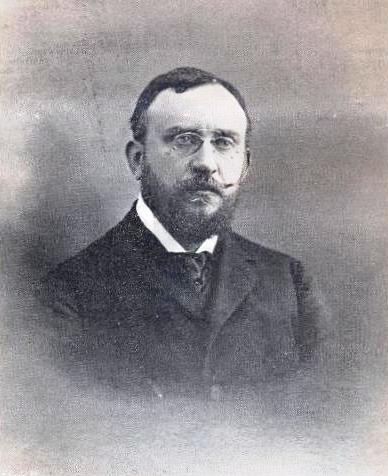
Juan Armada Losada, Marqués de Figueroa.

Desde la segunda mitad del siglo XIX y hasta la década de 1960, la villa fue capital de partido judicial y el distrito electoral de Puentedeume estuvo representado en las Cortes de Madrid por un diputado hasta la dictadura de Primo de Rivera. Algunos de estos diputados son recordados por sus gestiones en algunas obras públicas importantes para la villa. Asimismo, algunas calles eumesas llevan o llevaron el nombre de alguno de ellos. Destacan Frutos Saavedra Meneses, Juan Armada Losada, Marqués de Figueroa, José Lombardero y Franco y Julio Wais Sanmartín.
En los primeros años del siglo XX cobra importancia en el distrito eumés el Agrarismo, donde destaca la figura del eumés Valeriano Villanueva, y el Regionalismo, movimiento político-económico de organización campesina, dirigido a partir de 1907 por Solidaridad Gallega que, con apoyo de las sociedades agrarias, intentará por dos veces, en 1910 y 1918, tener representación en las Cortes de Madrid con la candidatura del abogado y publicista ferrolano Rodrigo Sanz López, intentando acabar con el poder caciquil. Fue derrotado ambas veces por la candidatura del bando conservador, la primera vez por José Lombardero Franco y la segunda por Julio Wais Sanmartín.
La implantación en 1923 de la dictadura de Primo de Rivera, supuso el fin de la representación en las Cortes de un diputado elegido por el distrito, así como un freno al asociacionismo.
Las elecciones municipales que propiciaron la proclamación de la Segunda República Española el 14 de abril de 1931 tuvieron un desarrollo fraudulento en Puentedeume, donde se llegó a cambiar una urna en Noguerosa. Esto provocó la repetición de los comicios el 31 de mayo, de los que salieron siete consejeros de la coalición ORGA-FRG, cinco del Partido Republicano Radical y tres del PSOE, eligiendo como alcalde a Miguel Regueira Fernández. El nuevo gobierno local tomó medidas de índole social y, junto con los demás municipios de la comarca, reivindicaron una serie de demandas comunes. Todos ellos dimitieron en bloque en el año 1932 para reclamar una solución al conflcito obrero provocado por los despidos en los astilleros ferrolanos de la Sociedad Española de Construcción Naval -SECN-. Durante esos años fueron constantes los enfrentamientos del ayuntamiento con una muy activa derecha católica, incrementados desde la consolidación de la CEDA.
La revuelta obrera de 1934 contra el giro a la derecha del gobierno nacional, especialmente fuerte en Asturias y Cataluña, tuvo en la comarca una marcada repercusión que provocó algunas muertes y numerosos detenidos, entre los que se hallaban cuatro consejeros de la corporación eumesa. El gobierno del Partido Radical-CEDA nombró delegado gubernamental en Puentedeume a Higinio Fernández Prieto, quien cesó a la corporación municipal el 10 de noviembre y nombró otra progubernamental con José Prado Rivas como alcalde. Esta nueva corporación despidió a tres peones municipales por sus ideas izquierdistas y suspendió las subvenciones del ayuntamiento a los sindicatos locales.
Con la victoria en febrero de 1936 del Frente Popular, fue nombrado Celestino Sardiña Navarro delegado del gobernador civil para restablecer las corporaciones municipales de la comarca que habían surgido de las elecciones del año 1931. Fueron repuestos muchos de los cargos públicos cesados en 1934 y los partidos políticos nombraron a otros para completar las corporaciones. El 9 de marzo Celestino Sardiña Navarro preside el pleno municipal de Puentedeume en el que nombra a Manuel López Seijo como alcalde.

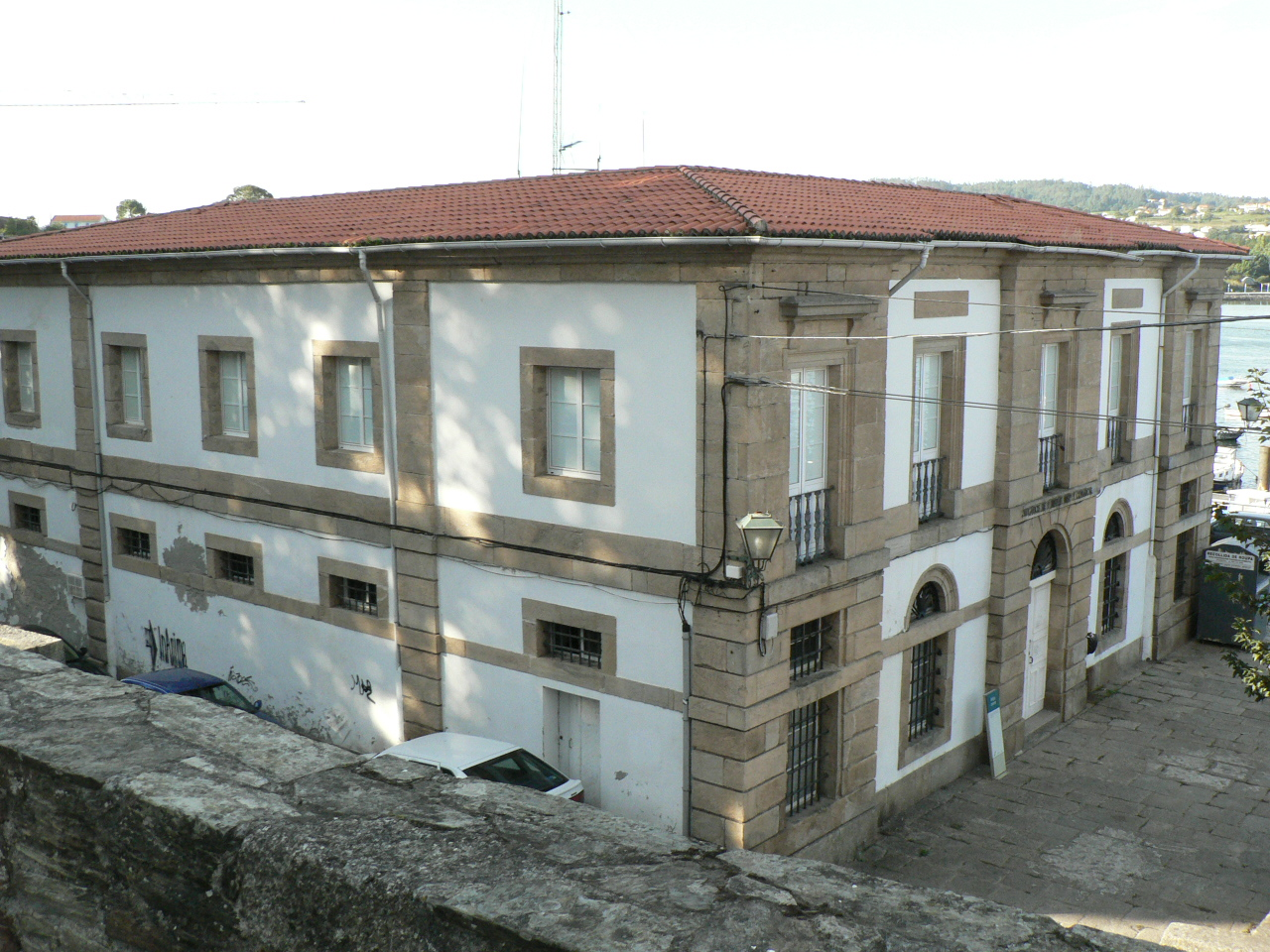
Antigua cárcel, donde estuvieron recluidos del 18 al 23 de julio personas simpatizantes de los sublevados.

Corto sería el mandato del socialista Manuel López Seijo, último alcalde republicano de Puentedeume. El 17 de julio de 1936 se subleva el ejército de África, teniéndose noticia en Puentedeume el mismo día. Al día siguiente, siguiendo instrucciones del Gobierno Civil, se establece un Comité de defensa de la República con personas de los partidos fieles al gobierno republicano y algunos carabineros y vecinos mal armados. Este Comité levanta una barricada en el puente del Eume y sitúa un control en Campolongo, pone bajo vigilancia los locales estratégicos y requisa armas. Asimismo, son detenidas varias personas sospechosas de ser simpatizantes de los sublevados.
A las ocho de la mañana del jueves 23 de julio sale de Ferrol hacia Puentedeume una columna del Regimiento de Artillería, a la que se le unen quince guardias civiles y diez falangistas. Llegan a Puentedeume sobre las once y, luego de un pequeño tiroteo en la barricada del puente, entran en Puentedeume sobre el mediodía sin apenas hallar resistencia. Los defensores de la legalidad republicana intentan escapar por el monte Breamo.
En los días y semanas posteriores se produjo una fuerte represión. Hubo detenciones y cárcel, paseos o fusilamientos. Los más afortunados fueron condenados a trabajos forzados en el muro de la calle de Porto. Otros consiguieron permanecer escondidos o huir hacia el monte, donde se unirían a la resistencia o irían al exilio. Las mujeres eran castigadas con el corte de cabello al rapado. Omitiendo casos dudosos y aquellos que fueron asesinados posteriormente, el historiador Bernardo Maiz contabiliza veinticinco vecinos de Puentedeume asesinados entre 1936 y 1939.
La primera corporación municipal franquista es designada el 28 de julio de 1936 por el Comandante Militar de la villa, siendo elegido presidente de la Comisión Gestora el procurador Jesús Calvo Patiño.
Durante los primeros años del nuevo régimen muchos de los huidos de la comarca se escondieron en las Fragas del Eume. Con el paso del tiempo, el Partido Comunista los organizó en partidas de guerrilleros que llegaron a cometer diversos golpes y atentados con consecuencias mortales en algunos casos. Su actividad fue menguando con el paso del tiempo debido al acoso continuo de la Guardia Civil. Aun así, el último guerrillero de la Fraga, Pancho, cayó en una emboscada en Hombre el último día de 1954.
El período franquista estuvo marcado por la figura del alcalde Juan Sarmiento Patiño en cuyo largo mandato, de 1939 a 1970, el municipio sufrió una profunda transformación en todos los sentidos, como reflejan algunas actuaciones de su mandato, entre las que se pueden destacar: la mejora de la red de sumideros, el alumbrado público, la urbanización del barrio de Aguabar, la construcción de viviendas sociales, las escuelas unitarias en las parroquias, el centro sanitario y el mercado municipal.
Juan Sarmiento sería relevado en la alcaldía por Celestino Sardiña Fernández que se mantendría en ella hasta 1987, ya instaurada la democracia en España. Durante su primera etapa de alcalde franquista se conmemoró con diversos actos el Sétimo Centenario de la fundación de Puentedeume y se llevó a cabo la construcción del grupo escolar de la villa al que se le puso el nombre del eumés Couceiro Freijomil. Celestino Sardiña continuó siendo alcalde durante los años de la Transición y los primeros de elecciones democráticas, ganando las dos primeras en las filas de Alianza Popular.
En las elecciones de 1987 fue elegido alcalde Belarmino Freire Bujía, del PSOE, quien gobernó durante veinte años, siempre en coalición con distintos partidos. Después de más de medio siglo, Puentedeume tenía de nuevo un alcalde socialista.
En 2007 accede a la alcaldía Gabriel Torrente Piñeiro del Partido Popular, revalidando en 2011 su mandato con mayoría absoluta. Bernardo Fernández del PSdeG-PSOE accedió a la alcaldía en 2015 con mayoría absoluta, revalidada y aumentada en el 2019.

## Geografía humana

### Demografía
Cuenta con una población de 7456 habitantes (INE 2024).
| Gráfica de evolución demográfica de Puentedeume entre 1842 y 2021 |
| |
| Población de derecho según los censos de población del INE Población de hecho según los censos de población del INEEn estos censos se denominaba Puentedeume: 1842, 1857, 1860, 1877, 1887, 1897, 1900, 1910, 1920, 1930, 1940, 1950, 1960 y 1970 Entre el censo de 1877 y el anterior, crece el término del municipio porque incorpora a 15091 (Villamayor) Entre el censo de 1897 y el anterior, disminuye el término del municipio porque independiza a 15091 (Villamayor) |

Del análisis de los datos se desprende que durante el siglo XX se produjo un crecimiento sostenido de la población, salvo un pequeño descenso en las décadas de 1950 y 1960, probablemente debido a la fuerte emigración de la diáspora gallega, primero a América y luego a Europa, que se produjo en esos años. Los astilleros de la Ría de Ferrol, con gran presencia de trabajadores eumeses, sufrieron una dura reconversión naval en la década de 1980. A pesar de todo, sus efectos negativos se vieron parcialmente mitigados por la declaración oficial de la comarca de ZUR, cuyos beneficios permitieron la implantación de un pequeño tejido industrial en Puentedeume (LAGASA). Por el contrario, esta tendencia positiva se revirtió en el siglo XXI, lo que dio lugar a una pérdida de población de más de mil habitantes.
Por el contrario, esta tendencia positiva se revirtió en el siglo XXI, lo que resultó en una pérdida de población de más de mil habitantes.
La población en 2020 era de 7753 habitantes, de los cuales 3699 (48 %) eran hombres y 4054 (52 %) mujeres. Algunos datos interesantes sobre la población actual son:
- El desequilibrio poblacional de 355 mujeres más que hombres se da mayoritariamente en la población mayor de 65 años; esto indica que la esperanza de vida de los hombres es significativamente menor que la de las mujeres. Por el contrario, los hombres superan ligeramente a las mujeres en el grupo de edad de menores de 16 años.
- Es una población que va envejeciendo paulatinamente: El grupo de población de mayores de 65 años (26 %) duplica al de los menores de 16 (solo el 12 %). Además de eso, el crecimiento vegetativo durante la última década fue negativo, específicamente en 2020 hubo 52 muertes más que nacimientos.[46] Un dato positivo para el año 2012 fue el del movimiento migratorio: ese año fueron 10 personas más las que se instalaron en el municipio que las que se fueron.[46] Este dato contrasta con el último de 2020, cuando hubo un saldo migratorio negativo de 31 personas. La media de edad es alta: 48 años.[46]

Se puede concluir que la evolución demográfica del municipio está en línea con la tendencia general gallega de estancamiento demográfico. Pero al mismo tiempo, el municipio se ve favorecido por las actividades del sector servicios, por lo que su situación no es tan alarmante como la de otros ayuntamientos muy envejecidos.

### Parroquias
Parroquias que forman parte del municipio:
- Andrade (San Martiño)
- Boebre (Santiago)
- Breamo (San Miguel)
- Centroña (Santa María)
- Hombre[3]
- Noguerosa[3]
- Puentedeume[3]
- Villar[3]

### Parroquia y villa
Gráfica demográfica de la villa de Puentedeume y la parroquia de Santiago de Puentedeume, según el INE español:
| Gráfica de evolución demográfica de Puentedeume entre 2000 y 2019 |
|                                                                   |
| Datos según el nomenclátor publicado por el INE.                  |

## Economía

### Sectores productivos
La principal actividad del municipio se centra en el sector servicios, que representa, tanto en número de trabajadores como de empresas, más del 70 % del total. Los otros sectores son minoritarios, no representando ninguno de ellos más del 15 % del total de trabajadores o empresas. Estos datos contrastan con los de hace una década (2007), cuando la industria y la construcción tenían un cierto peso relativo al absorber la primera a la cuarta parte de los trabajadores y la segunda a casi un quinto de la población activa.
| |              |          |  |
| Sector | Trabajadores | Empresas |  |
| Agricultura y pesca | 94           | 56       |  |
| Industria | 384          | 34       |  |
| Construcción | 215          | 69       |  |
| Servicios | 1917         | 383      |  |
| Totales | 2610         | 542      |  |
| Datos completos en septiembre de 2017 para trabajadores y 2015 para empresas. Los gráficos son de datos correspondientes a 2007. |              |          |  |

En Puentedeume tienen su sede dos grandes empresas: Leche Celta y Einsa.
En cuanto al paro registrado, en 2016 había un total de 580 parados, lo que representaba un 11,3 % de la población activa comprendida entre los 15 y los 65 años.

### Comercio
Cada sábado, se celebra una feria semanal para la venta de ropa, objetos. Desde 2012 se celebra la Puentedeume Fashion Night, día en el que las tiendas cierran a las doce de la noche y se celebran desfiles de modelos y diferentes eventos relacionadas con el mundo de la moda.

### Infraestructuras

#### Infraestructuras de transporte

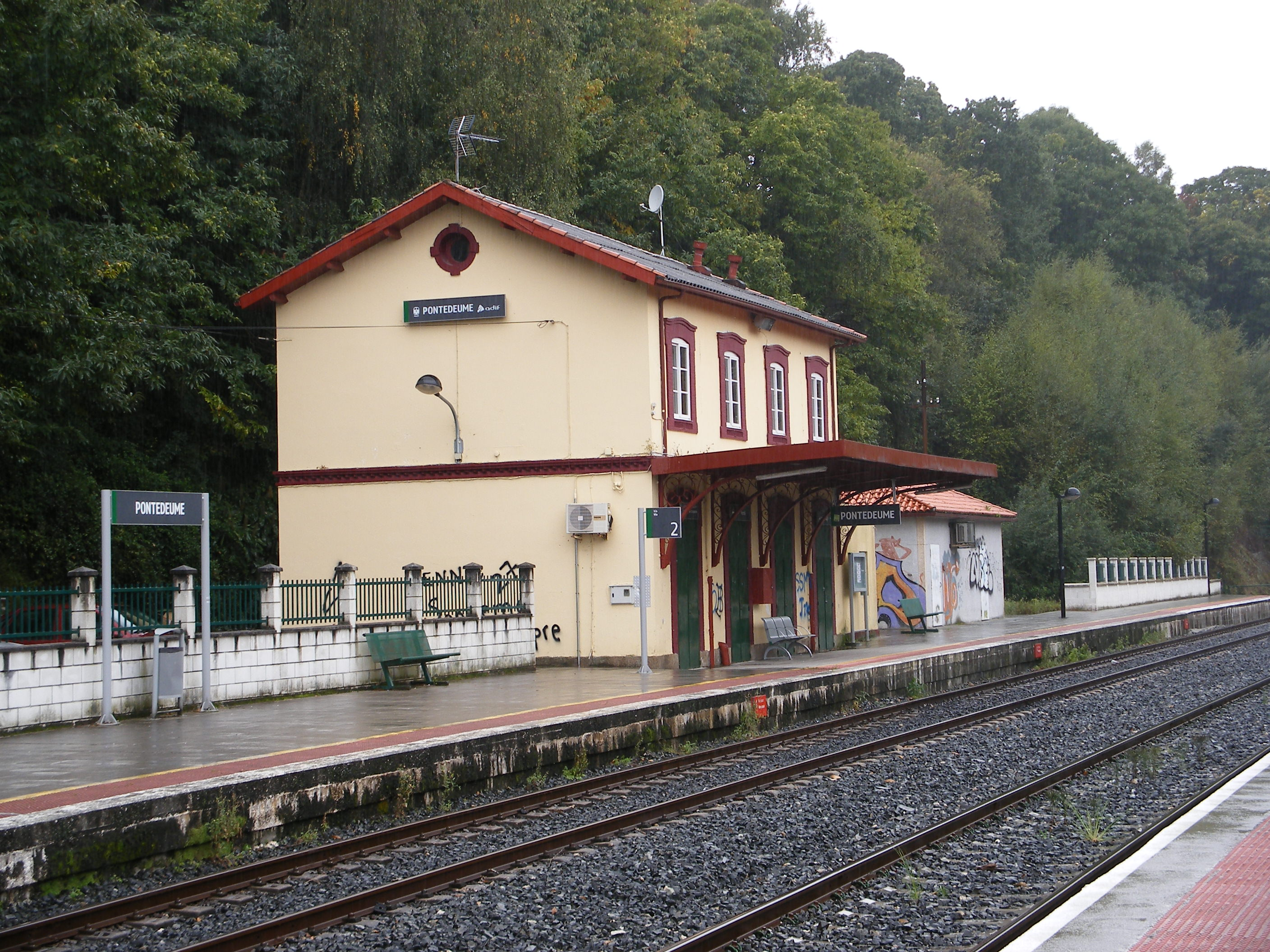
Estación de FFCC de Puentedeume.

- Carreteras: La carretera nacional N-651 comunica el municipio con Ferrol y Betanzos. La carretera provincial que enlaza a N-651 en Insua (Paderne) con la N-VI en Guísamo (Bergondo) comunica con la capital provincial. Las carreteras provinciales AC-564 (Cabañas-Goente) y AC-142 (Goente-Puentes de García Rodríguez) comunican con Puentes de García Rodríguez, donde se puede enlazar con la autovía AG-64 Ferrol-Villalba para la comunicación con Lugo y Asturias.[3]
- Autovías: La Autopista del Atlántico AP-9 permite una comunicación rápida con las ciudades y villas del Arco Atlántico y Portugal. La salida 21F en Cabañas da acceso directo.[3]
- Servicios de viajeros por carretera y autovía: La empresa Arriva comunica por carretera y autovía Puentedeume con las ciudades de Ferrol, La Coruña y Santiago y las principales villas del norte de las provincias de La Coruña y Lugo.[50] La empresa Monbus tiene un servicio regular de viajeros entre Ferrol y Vigo por autovía que une Puentedeume con las ciudades de Santiago, Pontevedra y Vigo.[51]
- Ferrocarril: Hay una estación ferroviaria de la línea Betanzos-Ferrol[52] con servicio de viajeros a Ferrol, Betanzos, La Coruña y Madrid. La estación se inauguró oficialmente el 5 de mayo de 1913, aunque el primer tren que pasó por Puentedeume lo hizo en la mañana del 4 de febrero de 1912, llevando autoridades e invitados a la botadura del acorazado España en Ferrol; en la tarde de ese mismo día pasó un segundo convoy con más invitados en el que viajaba el rey Alfonso XIII. Ambos trenes hacían el viaje de vuelta el día 6.[30]

#### Infraestructuras portuarias
La villa tiene un puerto pesquero y deportivo practicable solo para barcos de pequeño calado. Hay otros dos puntos de atraque deportivos en la playa de Andaío (Boebre) y en el río Eume al final del paseo marítimo. Hasta finales del siglo XX había un astillero en la villa, Ramón Bedoya, que hacía pequeños barcos pesqueros de madera.

#### Infraestructuras industriales
Existe un polígono industrial desde el año 2001 en la parroquia de Andrade, al lado de la N-651. Tiene una superficie de 113 269 m2 de los que 40 091 son de uso industrial, divididos en 33 parcelas con una superficie mínima de 821 metros cuadrados.

#### Infraestructuras turísticas
El municipio tiene los siguientes servicios turísticos:
- Centros de información: Oficina de turismo en el Torreón de los Andrade y centro de interpretación de las Fragas del Eume en la parroquia de Hombre a la entrada del parque natural.
- Alojamiento: Un hotel, nueve pensiones, una casa de turismo rural y dos campamentos de turismo (datos de 2017).[48]
- Hostelería: Nueve restaurantes y casi un ciento de bares y cafeterías (datos de 2011).[49]

## Política
El Ayuntamiento de Puentedeume consta, desde el inicio de la democracia, de una corporación formada por trece concejales. 
El Partido Popular ganó por mayoría absoluta las primeras elecciones democráticas, ocupando así la alcaldía ininterrumpida mente hasta 1987. En ese año, los conservadores quedan con 6 actas y el PSOE logra hacerse con el bastón de mando tras un pacto con las fuerzas minoritarias, manteniéndose en el poder hasta 2007 con gobiernos de coalición.
En las elecciones del año 2007, los populares recuperan la alcaldía gracias a un pacto con un partido independiente y ya en 2011, el PP gana las elecciones con una holgada mayoría absoluta que le permitió seguir al frente del consistorio hasta 2015.
En ese año, después de una tensa legislatura, se celebran elecciones municipales el 24 de mayo. En ellas, el Partido Socialista logra por primera vez en la historia democrática eumesa colocarse como primera fuerza política de la villa, al obtener la mayoría absoluta con siete ediles.
Así mismo, los conservadores del Partido Popular retroceden por primera vez a la segunda posición mientras que los nacionalistas del Bloque mantienen su representación.
Cuatro años más tarde, y luego de gran trabajo al frente de la corporación, el PSOE eumés logra los mejores resultados históricos de la democracia en Puentedeume, arrebatando otros dos concejales al Partido Popular, sumando así los 9 actuales.
En los comicios de mayo de 2023, Bernardo Fernández al frente del PSOE, logra revalidar un tercer mandato consecutivo, manteniendo su amplia mayoría absoluta. El BNG logra sobrepasar en número de votos al Partido Popular, que queda relegada, por primera vez, como tercera fuerza en el ayuntamiento.
- Resultado electoral año 2011: PP; 8 concejales, PSOE; 3 concejales, BNG; 2 concejales.
- Resultado electoral año 2015: PSOE; 7 concejales, PP; 4 concejales, BNG; 2 concejales.
- Resultado electoral año 2019: PSOE; 9 concejales, PP; 2 concejales, BNG; 2 concejales.
- Resultado electoral año 2023: PSOE; 9 concejales, BNG; 2 concejales, PP; 2 concejales.

Los alcaldes eumeses de la etapa democrática han sido:
| Alcalde                     | Periodo           | Partido político |
| --------------------------- | ----------------- | ---------------- |
| Celestino Sardiña Fernández | 1979-1987         | PP               |
| Belarmino Freire Bujía      | 1987-2007         | PSOE             |
| Gabriel Torrente Piñeiro    | 2007-2015         | PP               |
| Bernardo Fernández Piñeiro  | 2015 - actualidad | PSdG-PSOE        |

## Servicios públicos

### Educación

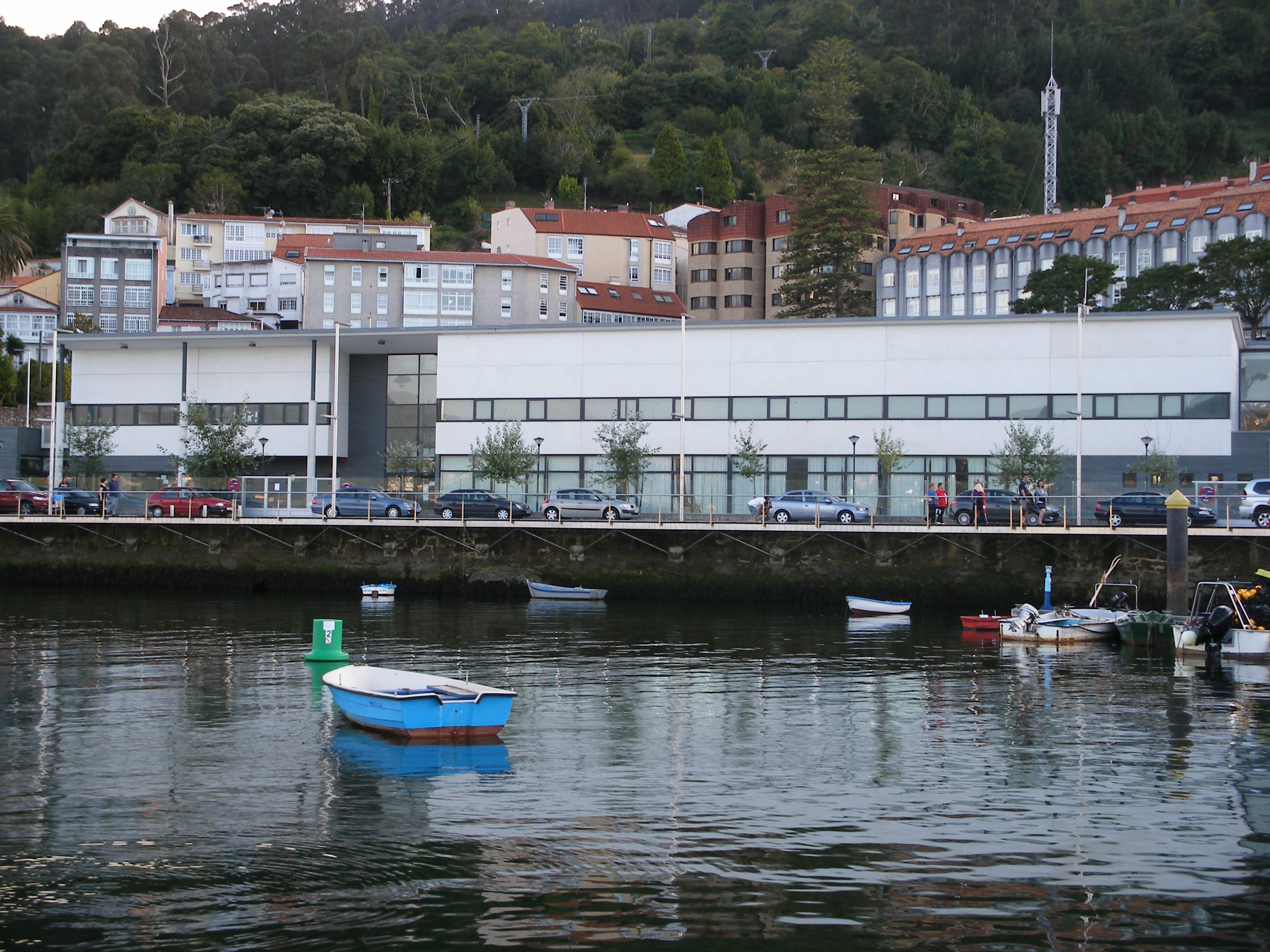
CEIP Couceiro Freijomil.

La institución más antigua de ensiñanza de la que se tiene constancia es una Cátedra de Latinidad otorgada por Juan Beltrán de Anido en su testamento, datado del 5 de febrero de 1580. Para acogerla legó también su casa, la cual aún sigue en pie acogiendo labores culturales, pues es la sede de la biblioteca municipal. La Cátedra ha estado en funcionamiento hasta mediados del siglo XIX.
El ayuntamiento se preocupó desde hace mucho tiempo de subvencionar escuelas de primeras letras. Se sabe que en 1611 había en la villa una escuela para niños, aunque estas escuelas non tuvieron una vida continua, bien por finalizar el contrato del maestro, o bien por apuros económicos del ayuntamiento. La situación mejoró cuando un antiguo alumno de la Cátedra y posteriormente catedrático de ella, Francisco Pérez, que fue canónigo de la colegiata de La Coruña, fundó en 1707 una cátedra de menores agregada a la de latinidad, para la instrucción de los más jóvenes.
Otro alumno ilustre de la Cátedra, el arzobispo de Santiago, Bartolomé Rajoy dio un paso más en la estabilización de la enseñanza primaria al fundar el 16 de mayo de 1769 dos escuelas, una para niños y otra para niñas. Para albergarlas mandó construir un edificio al lado de la iglesia parroquial.
Las escuelas fundadas por Rajoy estaban dotadas con las rentas de diez almacenes del muelle destinados a la salazón de pescado. Las rentas fueron menguando por el declive de la industria de salazón y no llegaban para mantener las escuelas. Es por eso que en 1838, el ayuntamiento decidió crear dos escuelas, una para niños en el antiguo edificio que ocupaban las escuelas de Rajoy, y otra para niñas en dependencias del amortizado convento de los agustinos. Un maestro destacado fue José Serapio Casal, quien dirigió la escuela de niños durante unos cuarenta años hasta 1904, y que escribió varios libros de enseñanza entre los que destaca una Aritmética, declarada de texto por Real Orden.
En las primeras décadas del siglo XX había en Puentedeume cinco escuelas nacionales, tres de niños y dos de niñas.
Tras la guerra civil, el maestro Álvaro Vázquez Penedo fundó en 1940 la Academia Cervantes en la primera planta del edificio de la Cátedra de Latinidad. En 1947, la Academia Cervantes estaba a piques de desaparecer, por lo que Robustiano de Castro Carballeira fundó el Colegio Luis Vives aprovechando las instalaciones de la academia. Poco después, el colegio se trasladó a un edificio nuevo en la avenida de Ricardo Sánchez, y a comienzos de la década de los setenta, se amplió con otro más nuevo muy cerca del anterior. Finalmente, en 1978, el Estado adquirió este último edificio para el nuevo Instituto de Enseñanza Media de la villa.
La oferta educativa para el curso escolar 2017/2018 incluía un total de 7 centros, de los cuales 5 son públicos y 2 privados concertados. Esto supuso un descenso con respecto al curso 2012/2013 cuando había 8 centros en los que 188 profesores impartían docencia a 1570 alumnos. Por niveles educativos, dichos centros son:
- Educación secundaria obligatoria y post-obligatoria:
  - IES Breamo: Cuenta con unidades de ESO y Bachillerato.
  - IES Fraga do Eume: Dispone de unidades de ESO, Bachillerato y Ciclos Formativos medios y superiores de Formación Profesional en la familia de Hostelería.
- Educación infantil y primaria:
  - CEIP Couceiro Freijomil.
  - CEIP de Andrade.
- Educación infantil:
  - CEIP de Ombre
- Educación infantil, primaria y secundaria obligatoria (centros privados concertados):
  - CPR Luis Vives
  - CPR San José

### Sanidad
La institución sanitaria más antigua de Puentedeume de la que se tiene constancia es el hospital que se hallaba en medio del puente del Eume, fundado en 1393 por Fernán Pérez de Andrade, para atender a los peregrinos que iban a Santiago de Compostela. Se reedificó en 1708 y fue derrumbado definitivamente en 1867 cuando comenzó a construirse el puente actual.
Puentedeume disfrutaba de servicio médico costeado por el ayuntamiento, por lo menos desde mediados del siglo XVI. Se sabe que en 1560 el licenciado Coca ejercía este servicio, que sufrió numerosas interrupciones por motivos económicos. El médico recibía pequeñas cantidades variables dependiendo del estado de las arcas municipales, y los pacientes con una cierta capacidad económica le daban un pequeño estipendio.
En 1912, el filántropo Agustín Tenreiro, natural de Puentedeume, falleció en Buenos Aires dejando en su testamento quince mil pesos para un hospital en su villa natal. Con estos fondos se procedió a la construcción de un hospital-asilo en terrenos del antiguo cementerio, pero lo cierto es que, aunque se terminó el edificio, nunca fue destinado a tal fin, sino que albergó durante muchos años al grupo escolar de la villa que llevó el nombre de su benefactor. El cambio de funciones fue motivado en gran parte por la construcción de un asilo de ancianos en unos terrenos muy próximos. El asilo fue inaugurado el 12 de agosto de 1919 y en la actualidad continúa desarrollando su labor.
Hoy en día Puentedeume tiene cuatro farmacias y un centro de salud con Punto de Atención Continuada, dependiente del área sanitaria de Ferrol. La oferta sanitaria privada incluye centros de fisioterapia, auditivos, podológicos, pediátricos, psicológicos, psicotécnicos, clínicas dentales, ópticas y consultas médicas.

### Fuerzas de seguridad
Además de los efectivos de la policía local, en la parroquia de Villar hay desde mediados de la década de 1970 una Casa-cuartel de la Guardia Civil, que sustituía a la antigua situada en los bajos de la Cátedra de Latinidad.

## Monumentos
- Castillo de los Andrade: Situado en la aldea de Noguerosa, es un antiguo castillo medieval del siglo XIII.

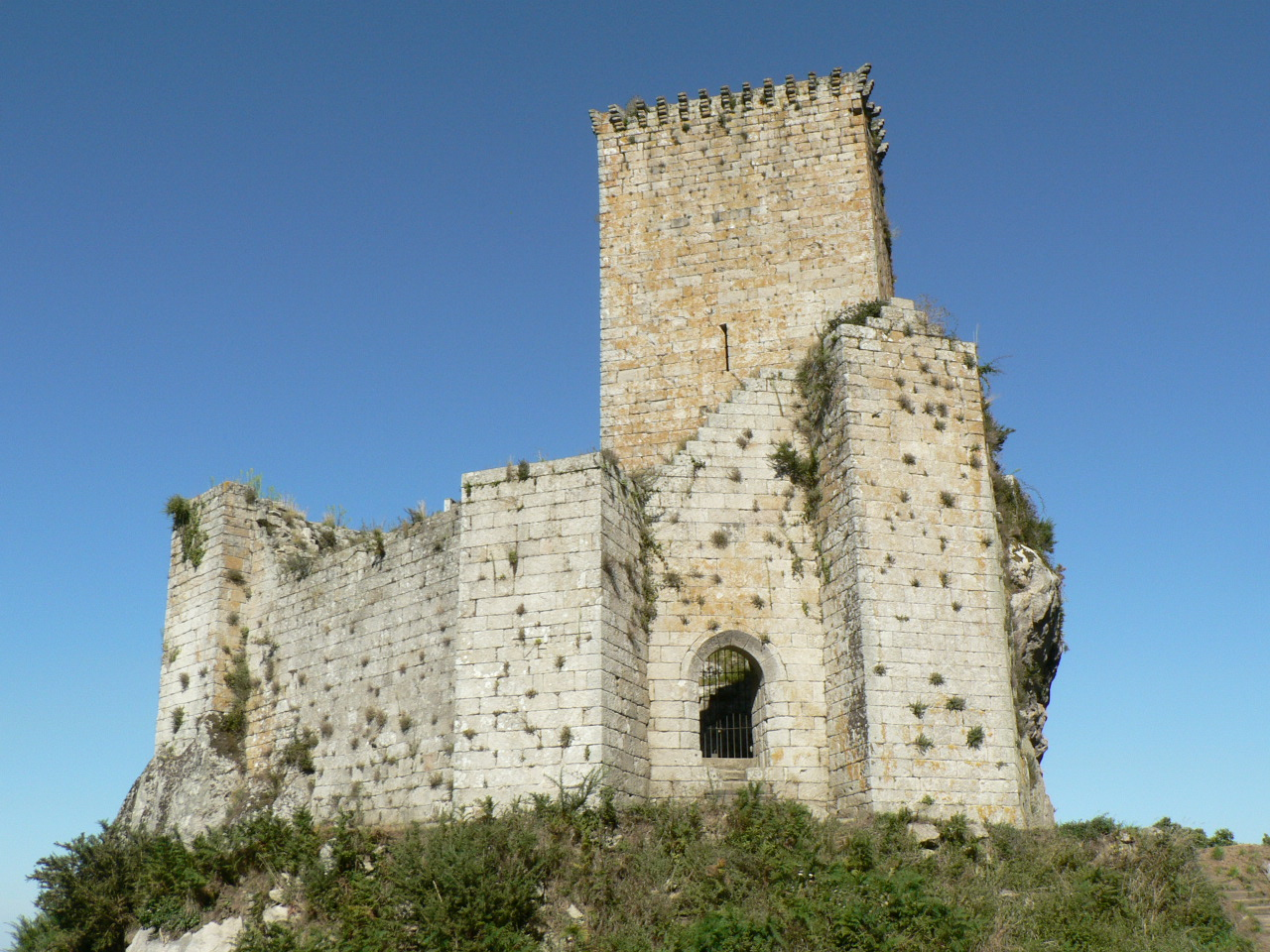
Castillo de los Andrade.
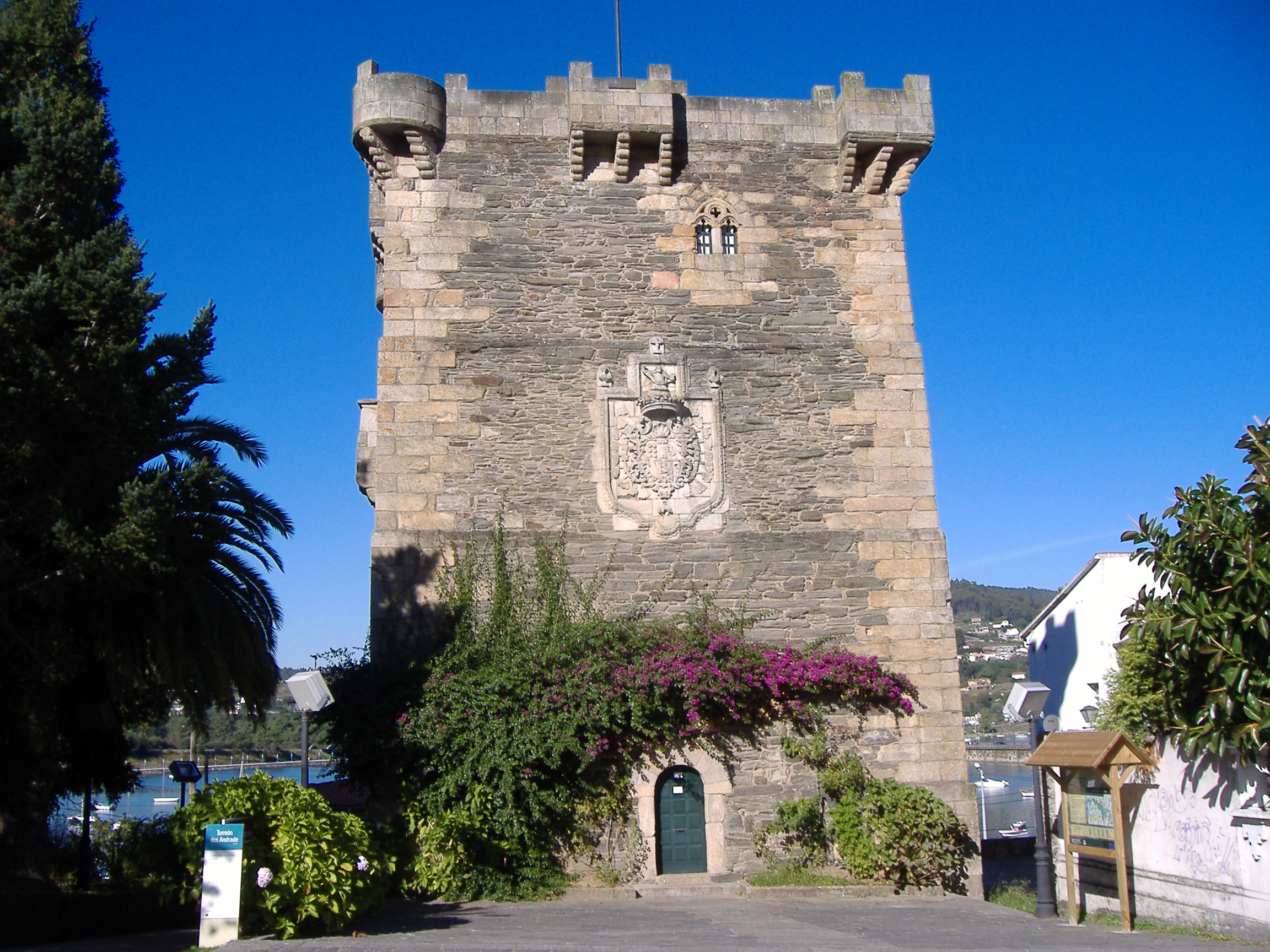
Torreón de los Andrade.

- Torreón de los Andrade: situado en el casco antiguo de la villa de Puentedeume, es una antigua torre de homenaje.
- Iglesia de San Miguel de Breamo, en la parroquia de Breamo: iglesia románica del siglo XII. Es lo que queda de un pequeño monasterio agustino que permaneció allí hasta el siglo XVII. Está catalogada como Bien de Interés Cultural desde 1931.
- Santuario de las Virtudes: situado junto a la Alameda de Rajoy. Probablemente fundado por Nuño Freire de Andrade, el Malo, en 1416. Fue reedificado en el siglo XVII.

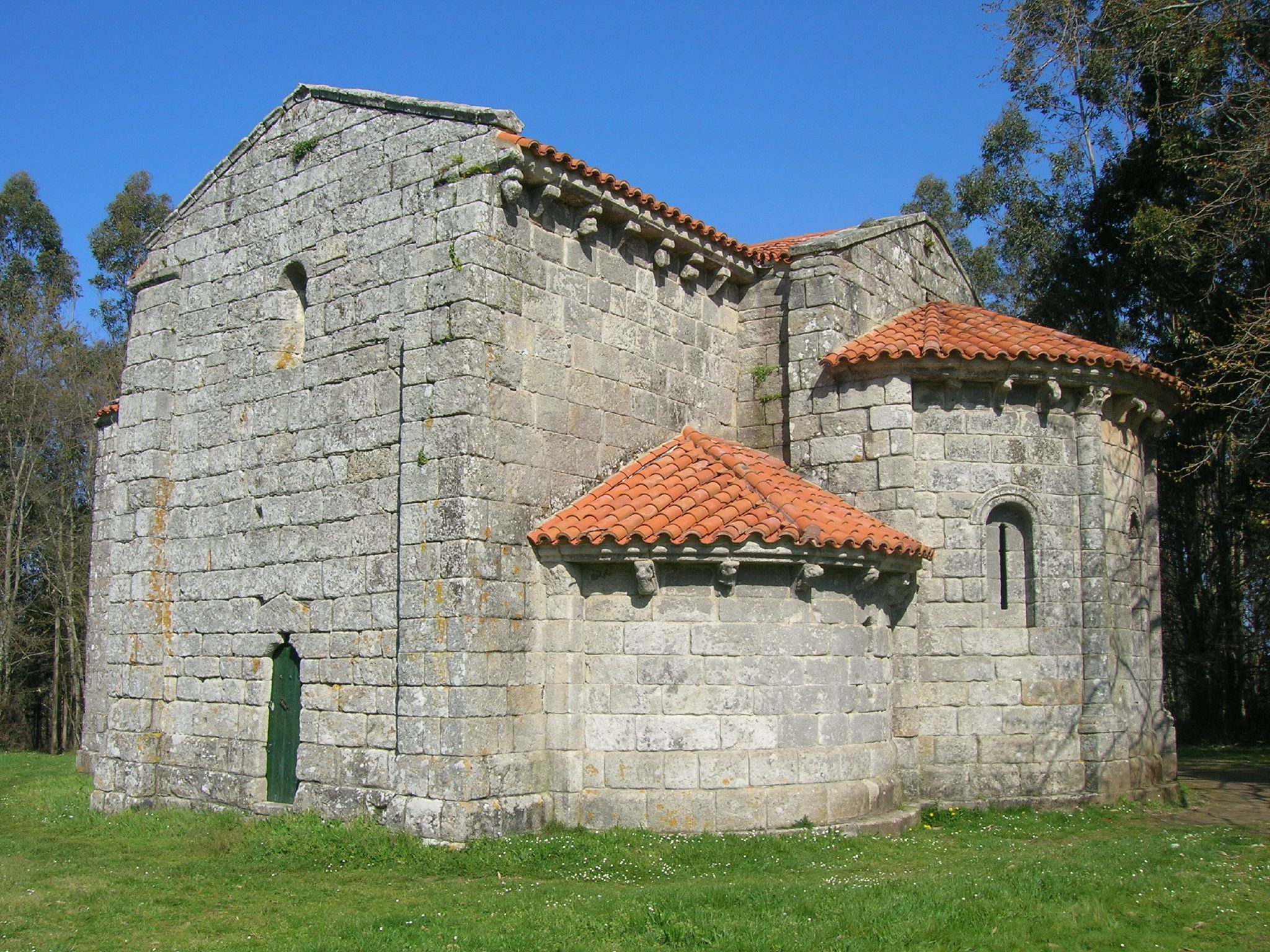
Iglesia de San Miguel de Breamo.
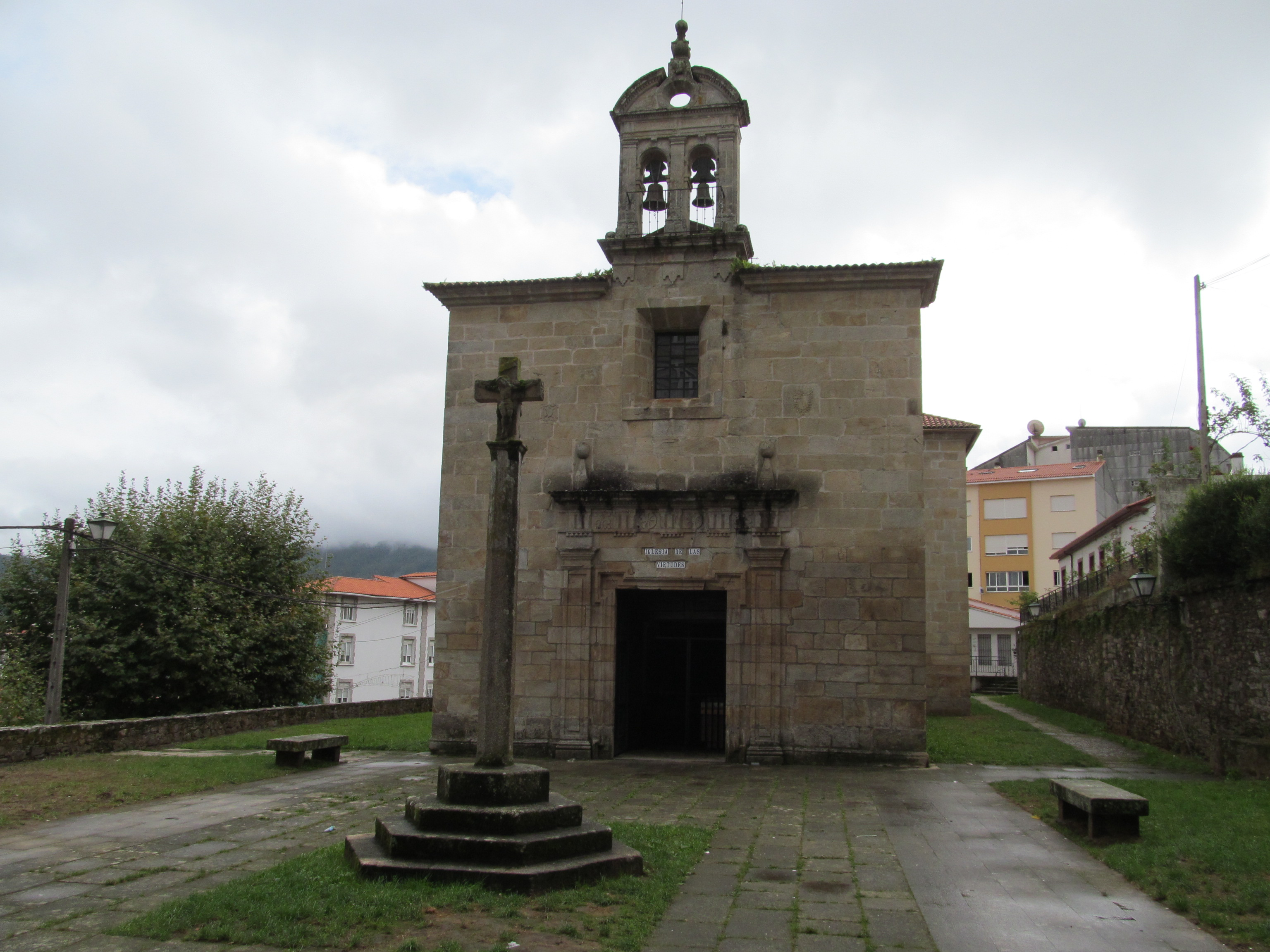
Iglesia de las Virtudes.
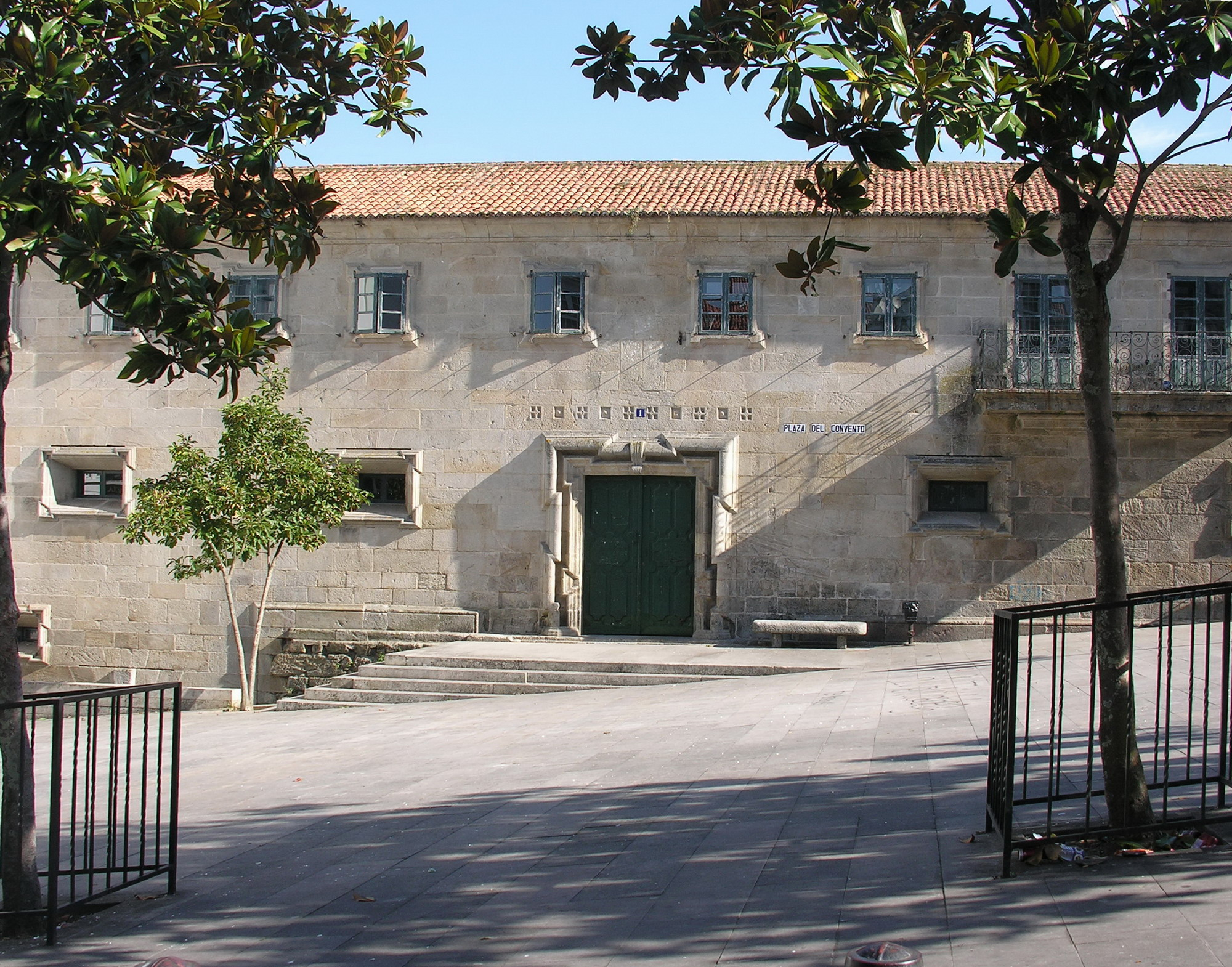
Convento de San Agustín.
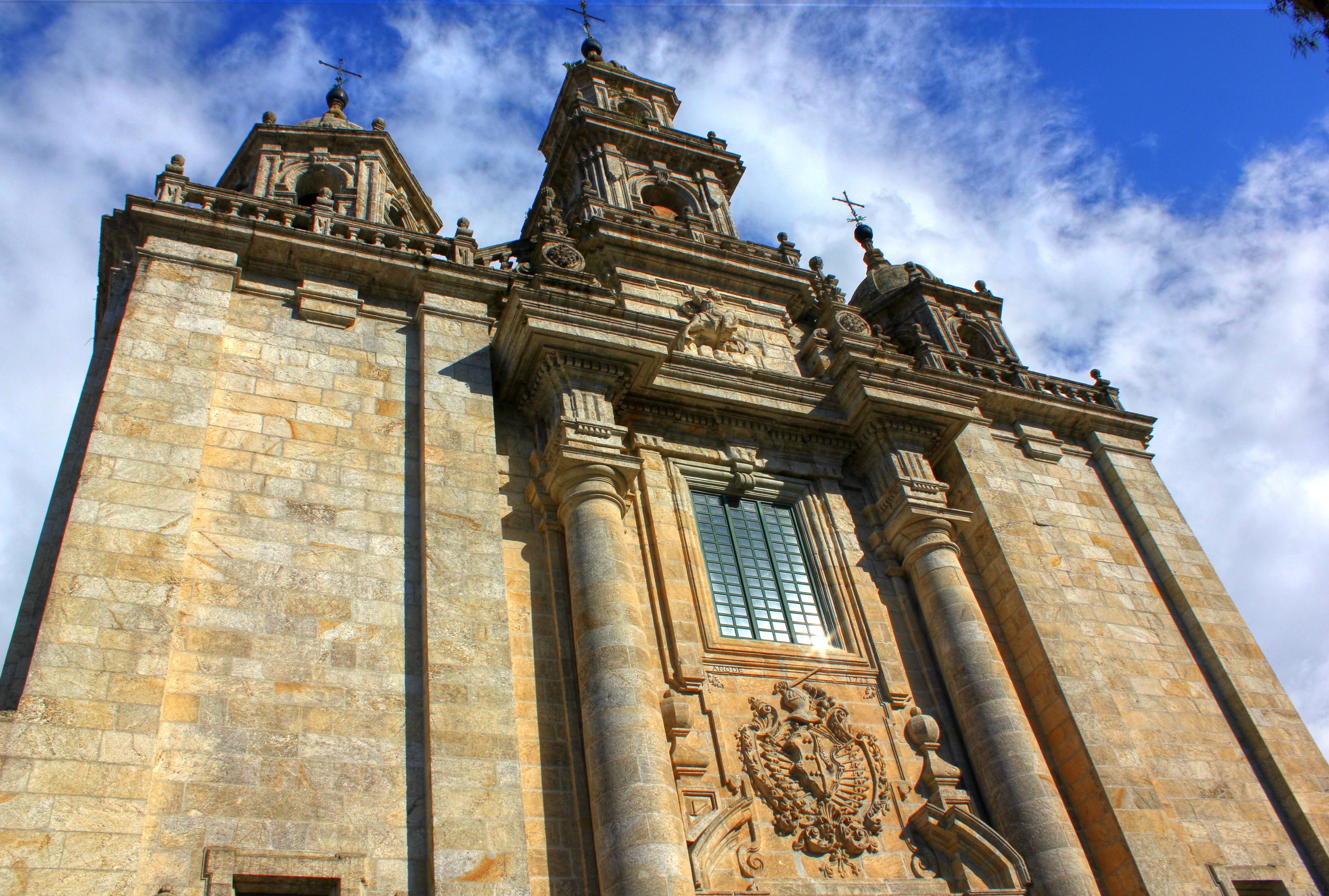
Iglesia de Santiago.

- Convento de San Agustín: erigido por Fernando de Andrade y Pérez de las Mariñas en 1538 para albergar una comunidad de monjes agustinos, que lo habitaron hasta la exclaustración de 1835. En la actualidad es la Casa de la Cultura.[62]
- Iglesia de Santiago: situada en el centro de la villa, es la principal iglesia.
- Fragas del Eume: repartido entre 5 municipios, es un parque natural con especies en peligro de extinción.
  - Monasterio de San Juan de Caaveiro

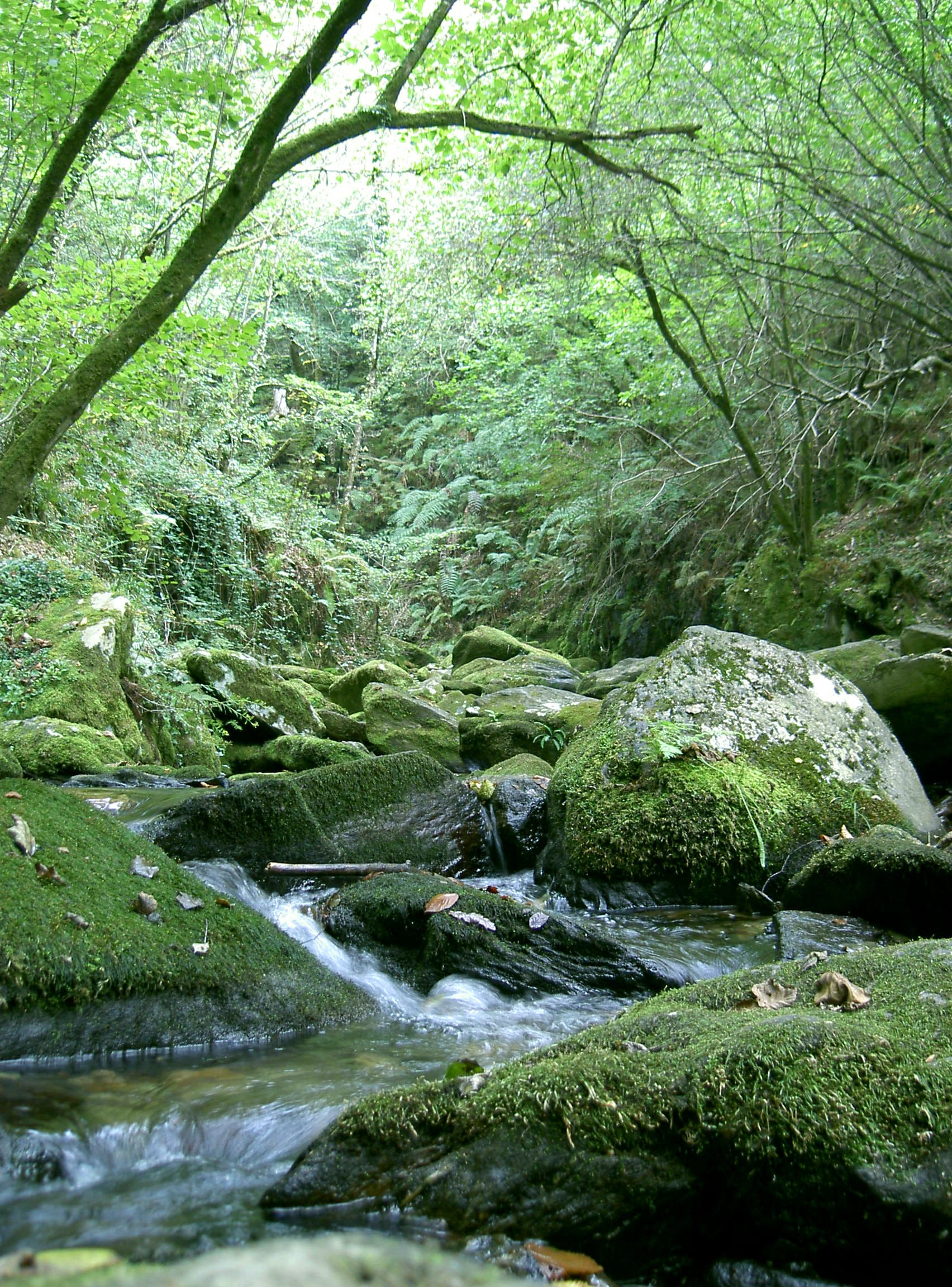
Fragas del Eume.
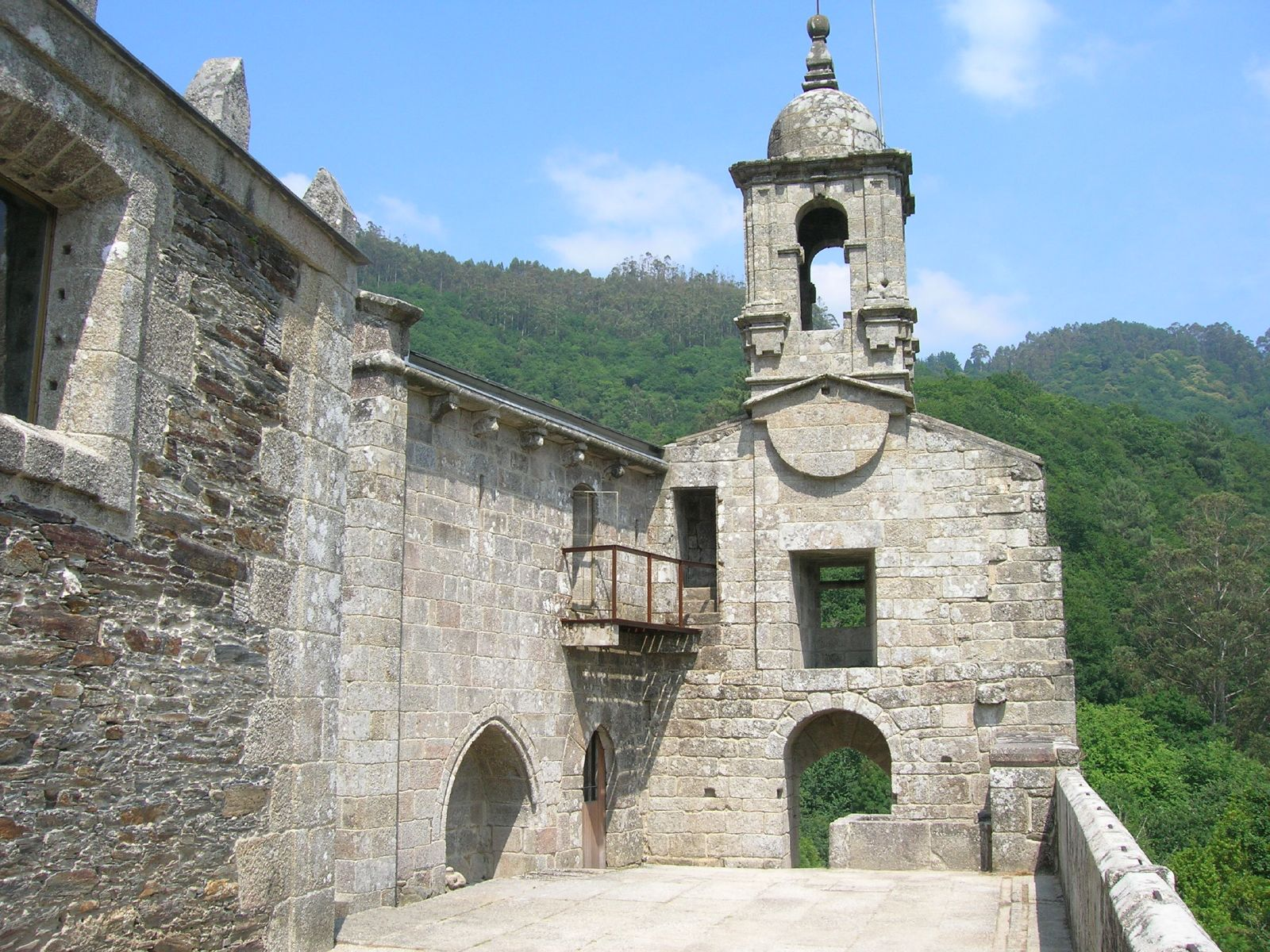
Monasterio de San Juan de Caaveiro.

## Festividades
- Feirón Medieval dos Andrade (Puentedeume): Es una fiesta temática con motivo medieval, aprovechando el casco antiguo medieval de la villa. La primera edición fue en el año 2009, con un éxito indudable. Tiene lugar el primer fin de semana de julio.
- Fiestas de las Peras: Son las fiestas más importantes del pueblo de Puentedeume, se celebran a principios de septiembre antes del comienzo escolar. Duran entre 5-6 días.
- Fiestas del Carmen: Son unas fiestas celebradas a mediados de julio, duras 3-4 días.
- Romerías de San Miguel de Breamo: Celebradas dos al año (29 de septiembre y 8 de mayo) consiste en la subida a la cima del monte Breamo donde se encuentra la iglesia de San Miguel.
- Otras fiestas: fiestas de Andrade, fiestas de Noguerosa, fiestas de Centroña...

## Deportes
- Subida ciclista a Breamo: Es una subida ciclista desde el pueblo de Puentedeume, a la cima del monte Breamo. Tiene una longitud de 3 km y medio.
- Subida ciclista al Castillo: Es una subida ciclista desde la aldea de Noguerosa (Puentedeume) hacia el Castillo de los Andrade. Tiene una longitud de 16 km.
- Descenso en piragüa por el río Eume: Partiendo en piragüa desde las Fragas del Eume hasta la desembocadura del río Eume.